# Lista de atletas brasileiros nos Jogos Olímpicos de Verão de 2004
A lista a seguir discrimina os atletas brasileiros que participaram da Atenas 2004, independentemente de terem logrado êxito na busca por medalhas.
O Brasil se candidatou oficialmente pela terceira vez para sediar uma Olimpíada. Pela segunda vez com sede no Rio de Janeiro, mas teve sua candidatura eliminada junto com outros 5 países, no Congresso n.° 106 de 1997 do COI, ficando 5 candidatas para votação final, até ficar decidido que os Jogos voltariam para seu berço, na Grécia.
Nos Jogos Olímpicos de Verão de 2004, os Jogos de número XXVIII, em Atenas, na Grécia, o Brasil participou de sua vigésima terceira Olimpíada, sendo a décima nona participação nos Jogos de Verão, com 247 atletas. 125 homens e 122 mulheres (atual recorde na participação total e na feminina que pela primeira vez conta com um número centenário de mulheres nos Jogos, configurando quase metade de toda a delegação brasileira) em 26 esportes: ginástica artística, nado sincronizado, atletismo, basquetebol, voleibol de praia, boxe, canoagem, ciclismo, saltos ornamentais, hipismo, esgrima, futebol, handebol, judô, pentatlo moderno, ginástica rítmica, remo, vela, tiro esportivo, natação, tênis de mesa, taekwondo, tênis, triatlo, voleibol e luta Olímpica. Conquistando 10 medalhas: 5 de ouro, 2 de prata e 3 de bronze.
Subsedes:
Na volta ao seu berço, esses Jogos contaram com diversas subsedes que acolheram os seguintes esportes e modalidades: Olympia (atletismo); Thessaloniki, Maroussi, Patras, Iraklion e Volos (futebol); Maroussi (atletismo, basquetebol, tênis, ginástica de trampolim, ginástica artística, ciclismo de pista, cerimônia de abertura e cerimônia de encerramento); Hellinikon (esgrima, basquetebol, handebol, beisebol, softbol, canoagem slalom e hóquei); Faliro (handebol, taekwondo, voleibol e voleibol de praia); Akharnes (ciclismo mountain bike e tiro com arco); Ano Liossia (judô e luta olímpica); Nikaia (levantamento de peso); Galatsi (tênis de mesa e ginástica rítmica); Peristeri (boxe); Markopoulo (hipismo e tiro esportivo); Vouliagmeni (ciclismo de velocidade e triatlo) e Schinias (canoagem de velocidade e remo).
Marcus Vinícius Freire chefiou a missão brasileira em Atenas na qual os três bronzes conquistados vieram dos tatames e do atletismo. Os judocas Leandro Guilheiro e Flávio canto conquistaram suas medalhas respectivamente nas categorias "peso leve" e "meio-médio"; na "maratona", que foi traçada com o caminho de Fidípides, a medalha veio com Vanderlei Cordeiro de Lima em uma prova com roteiro dramático. Vanderlei se tornou informalmente bimedalhista em edição única por apenas uma prova, pois além da conquista de bronze, ainda foi agraciado com a Medalha Pierre de Coubertin, honraria de exceção outorgada pelo COI, devido ao seu desportivismo, após ser atacado pelo ex-padre Cornelius Horan quando liderava com grande dianteira a corrida e, mesmo perdendo o ritmo e as primeiras posições, ainda retornou à corrida, conquistando o terceiro lugar no pódio e demonstrando um verdadeiro espírito Olímpico.
As pratas vieram na grama e na areia. O futebol masculino não se classificou para essa edição, mas a quarta conquista da modalidade para o Brasil veio com a primeira medalha do "futebol feminino", após 2 vezes se frustrar com o 4.° lugar, apenas Roseli, Tânia Maranhão, Pretinha e Formiga retornavam pela terceira vez consecutiva, de 3 possíveis, a uma Olimpíada. E no comando do técnico René Simões chegaram ao primeiro pódio com o reforço de Renata Kóki, Marta e Cristiane, entre outras. No time, 6 jogadoras entraram para a lista das medalhistas jovens. Kóki assumiu a ponta até aqui, aos 18 anos, 1 mês e 18 dias; seguida por Marta na segunda posição com 18 anos, 6 meses e 7 dias; Cristiane em terceiro lugar aos 19 anos, 3 meses e 11 dias; mesma idade de Kelly Cristina na quarta colocação; Dayane Rocha aos 19 anos, 3 meses e 13 dias na quinta - todas superando a voleibolista Érika que caiu pra sexto lugar e a basquetebolista Kelly Müller que desceu para oitava - além de Daniela Alves que assumiu a sétima posição aos 20 anos, 7 meses e 14 dias; no "vôlei de praia", Adriana Behar e Shelda repetiram o vice-campeonato de Sydney e também se tornaram medalhistas múltiplas.
Sobre os ouros, destacam-se cinco novos bicampeões Olímpicos. Por 48 anos o único a ter conquistado dois ouros foi o atleta Adhemar Ferreira da Silva e nessa edição esse número subiu para seis, com três atletas da vela e dois brasileiros do voleibol. Foram eles: Robert Scheidt na "classe laser" (terceira medalha). Marcelo Ferreira e Torben Grael puderam abrir mão de correr a regata da medalha da "classe star", pois garantiram o título por antecipação na 10.ª regata (terceira conquista de Marcelo e quinta de Torben que assumiu a liderança isolada em total de medalhas, como maior atleta Olímpico do Brasil até aqui, maior medalhista do mundo da vela Olímpica e atleta brasileiro com mais idade a se tornar campeão Olímpico aos 44 anos, 2 meses e 6 dias); já no "vôlei de quadra", Giovane e Maurício receberam a segunda medalha dourada (a primeira conquistaram também juntos na Barcelona 1992) numa equipe em que ainda se destacaram Anderson, André Nascimento, Dante, Giba, Nalbert, Ricardinho, Rodrigão e Serginho, entre outros, treinados por Bernardinho Rezende; o alto do pódio também veio para Emanuel e Ricardo (que formaram a dupla depois de serem adversários em Sydney) no "vôlei de praia" (segunda medalha de Ricardo); no "concurso individual de saltos" Rodrigo Pessoa conquistou sua terceira medalha e se tornou o primeiro brasileiro campeão Olímpico do hipismo.
Foi o maior número de ouros numa edição até esse momento. O ouro de Rodrigo só foi contemplado no ano seguinte. Durante os Jogos ele ficou com a prata, montando mais uma vez Baloubet du Rouet que também foi seu cavalo em Sydney, mas o cavalo Waterford Crystal do irlandês Cian O'Connor teve o dopping comprovado meses depois e com isso perdeu o título que foi herdado pelo cavaleiro brasileiro.
Com esses feitos, a lista de medalhistas múltiplos cresceu para 49 atletas, com os já múltiplos Robert Scheidt, Marcelo Ferreira, Torben Grael e Rodrigo Pessoa ampliando seu quadro de conquistas e ganhando a companhia de Ricardo Santos, Giovane, Maurício, Adriana Behar e Shelda. (Vide seção "Multimedalhistas").
Outros destaques:
Nessa edição o país disputou 20 finais em diversas modalidades, a maior da história até aqui. Ainda se destacaram: Ana Paula Rodrigues, Camila Comin, Caroline Molinari, Daiane dos Santos, Daniele Hypólito e Laís Souza como a primeira equipe brasileira da história da ginástica artística, concluindo a classificatória em 9.° lugar há uma posição de disputar a final "geral por equipe", mas com Camila e Daniele avançando à final do "individual geral" e Daiane, atual campeã mundial e primeira brasileira a batizar com seu nome um movimento, o duplo twist carpado, chegou como favorita à final do "solo", mas concluiu na 5.ª posição; no "dueto" do nado sincronizado as irmãs Moraes disputaram a final e ficaram na 12.ª colocação; no atletismo Matheus Inocêncio, que há dois anos esteve no "bobsled" dos Jogos de Inverno integrando Os Bananas Congelados, foi o primeiro brasileiro a estar numa edição de Inverno e Verão, avançou às finais dos "110 metros com barreiras" e terminou em 7.° lugar; José Bagio conquistou um 14.° lugar na "marcha 20 km", melhor resultado da modalidade até aqui; no "revezamento 4x100 metros rasos" o Brasil chegou mais uma vez à final com os já medalhistas André Domingos, Cláudio Roberto Souza, Édson Luciano e Vicente Lenílson mas terminaram dessa vez na 8.ª posição; Jadel Gregório esteve nas finais do "salto triplo" e concluiu em 5.° lugar; o "basquete feminino" comandado por Antônio Carlos Barbosa disputou o bronze e concluiu o torneio em 4.°, com praticamente o mesmo time bronzeado de Sydney. Já o basquete masculino mais uma vez não se classificou; Ana Paula estreou no "vôlei de praia" e foi a segunda a disputar Jogos na quadra e na areia (a primeira foi Jaqueline Silva) e, também em parceria com Sandra Pires, caíram nas quartas pra outra dupla brasileira, Adriana e Shelda, que foram vice-campeãs; Rodrigo Pessoa também disputou as finais do "concurso de saltos por equipe" junto com Bernardo Alves, Álvaro Doda e Luciana Diniz, mas terminaram em 9.° lugar. Doda e Luciana também disputaram as finais individuais, concluindo respectivamente em 25.° e 38.° lugares; a equipe do "concurso completo de equitação" também disputou a final, terminando na 11.ª colocação; o "handebol" brasileiro pela primeira vez levou ao mesmo tempo equipes dos 2 gêneros. Os homens ficaram em 10.° treinados por Alberto Rigolo e as mulheres em 7.° comandadas por Arnaldo Cunha Júnior; o "pentatlo moderno" brasileiro que não figurava nos Jogos desde 1964 retornou com a estreia feminina de Samantha Harvey que chegou no 25.° lugar. No masculino Daniel Vargas dos Santos ficou na 29.ª colocação; um sexteto feminino representou o Brasil na "ginástica rítmica" e avançaram à final concluindo em 8.° lugar; o remo também teve uma estreia feminina com Fabiana Beltrame que chegou em 14.°, enquanto que Anderson Nocetti foi 13.°, ambos no "esquife simples"; na vela ainda teve o 4.° lugar de Ricardo Winicki, o Bimba, na "mistral". Bimba chegou à regata da medalha com uma posição no pódio praticamente garantida, mas foi bem marcado pelos adversários e acabou a última corrida em 17.° e fora do pódio final; algo semelhante aconteceu com André Bochecha e Rodrigo Leiteiro na estreia na "classe 49er", colocando a dupla na 6.ª colocação final; César Castro disputou a final do "trampolim de 3 metros" nos saltos ornamentais e concluiu em 9.° lugar; ainda nas piscinas, foi a despedida de Gustavo Borges, que permaneceu com quatro medalhas Olímpicas, mas outros brasileiros chegaram em cinco finais na natação, três delas com mulheres - que tiveram uma presença recorde na equipe, com oito nadadoras - . Joanna Maranhão nos "400 metros medley" terminou em 5.° lugar, Flavia Delaroli foi a 8.ª nos "50 metros livre" e o quarteto com Joanna Maranhão, Mariana Brochado, Monique Ferreira e Paula Baracho, no "revezamento 4x200 metros livre" terminou no 7.° lugar; Thiago Pereira foi 5.° nos "200 metros medley" e Gabriel Mangabeira terminou em 6.° nos "100 metros borboleta"; no taekwondo Diogo Silva e Natália Falavigna disputaram a medalha de bronze de suas categorias e ambos terminaram na 4.ª colocação; no tênis Guga Kuerten e Flávio Saretta caíram na primeira rodada do torneio de "simples masculino" e Saretta caiu na terceira rodada das "duplas masculino" jogando junto com André Sá; o "vôlei feminino" esteve perto de disputar a final, mas perdeu para a Rússia na semifinal e acabou na 4.ª posição, perdendo a chance de ganhar o terceiro bronze consecutivo com Zé Roberto Guimarães treinando, entre outras, as já medalhistas Virna, Walewska, Elisângela, Kiki, Fernanda e Fofão.
Foi a primeira Olimpíada em que Bernardinho treinou o time masculino e Zé Roberto o feminino. Nas outras edições em que estiveram presentes como treinadores eles comandaram as equipes do outro gênero.
Abaixo segue a relação dos esportistas brasileiros participantes da Atenas 2004.

## Ginástica artística
Masculino
Individual
| Atleta           | Modalidade       | Qualificação       | Qualificação     | Qualificação       | Qualificação       | Qualificação     | Qualificação | Qualificação | Qualificação | Final              | Final            | Final              | Final              | Final            | Final       | Final       | Final     | Referência(s) |
| Atleta           | Modalidade       | Aparelho           | Aparelho         | Aparelho           | Aparelho           | Aparelho         | Aparelho     | Total        | Colocação    | Aparelho           | Aparelho         | Aparelho           | Aparelho           | Aparelho         | Aparelho    | Total       | Colocação | Referência(s) |
| Atleta           | Modalidade       | exercícios de solo | cavalo de arções | balanço de argolas | salto sobre a mesa | barras paralelas | barra fixa   | Total        | Colocação    | exercícios de solo | cavalo de arções | balanço de argolas | salto sobre a mesa | barras paralelas | barra fixa  | Total       | Colocação | Referência(s) |
| ---------------- | ---------------- | ------------------ | ---------------- | ------------------ | ------------------ | ---------------- | ------------ | ------------ | ------------ | ------------------ | ---------------- | ------------------ | ------------------ | ---------------- | ----------- | ----------- | --------- | ------------- |
| Mosiah Rodrigues | individual geral | 9.075 58.°         | 9.600 =21.°      | 8.600 71.°         | 9.262 56.°         | 8.800 67.°       | 9.562 =32.°  | 54.899       | 33.°         | Não avançou        | Não avançou      | Não avançou        | Não avançou        | Não avançou      | Não avançou | Não avançou | 33.°      | [ 6 ]         |

Aparelhos
| Atleta           | Modalidade         | Qualificação        | Final               | Colocação final | Referência(s) |
| Atleta           | Modalidade         | Resultado Colocação | Resultado Colocação | Colocação final | Referência(s) |
| ---------------- | ------------------ | ------------------- | ------------------- | --------------- | ------------- |
| Mosiah Rodrigues | exercícios de solo | 9.075 =68.°         | Não avançou         | 58.°            | [ 7 ]         |
| Mosiah Rodrigues | cavalo de arções   | 9.600 =21.°         | Não avançou         | =21.°           | [ 8 ]         |
| Mosiah Rodrigues | balanço de argolas | 8.600 71.°          | Não avançou         | 71.°            | [ 9 ]         |
| Mosiah Rodrigues | salto sobre a mesa | 9.262 56.°          | Não avançou         | 56.°            | [ 10 ]        |
| Mosiah Rodrigues | barras paralelas   | 8.800 67.°          | Não avançou         | 67.°            | [ 11 ]        |
| Mosiah Rodrigues | barra fixa         | 9.562 =32.°         | Não avançou         | =32.°           | [ 12 ]        |

Feminino
Equipe
| Atleta              | Modalidade       | Qualificação       | Qualificação       | Qualificação        | Qualificação        | Qualificação | Qualificação | Final              | Final              | Final               | Final               | Final       | Final     | Referência(s) |
| Atleta              | Modalidade       | Aparelho           | Aparelho           | Aparelho            | Aparelho            | Total        | Colocação    | Aparelho           | Aparelho           | Aparelho            | Aparelho            | Total       | Colocação | Referência(s) |
| Atleta              | Modalidade       | exercícios de solo | salto sobre a mesa | barras assimétricas | trave de equilíbrio | Total        | Colocação    | exercícios de solo | salto sobre a mesa | barras assimétricas | trave de equilíbrio | Total       | Colocação | Referência(s) |
| ------------------- | ---------------- | ------------------ | ------------------ | ------------------- | ------------------- | ------------ | ------------ | ------------------ | ------------------ | ------------------- | ------------------- | ----------- | --------- | ------------- |
| Ana Paula Rodrigues | geral por equipe | 9.037 =50.°        | 9.087 =63.°        | 9.375 =33.°         | 8.887 =46.°         | 36.386       | 27.°         | Não avançou        | Não avançou        | Não avançou         | Não avançou         | Não avançou | 27.°      | [ 13 ]        |
| Camila Comin        | geral por equipe | 9.137 41.°         | 9.200 =42.°        | 9.412 30.°          | 8.662 57.°          | 36.411       | 26.° q       | Não avançou        | Não avançou        | Não avançou         | Não avançou         | Não avançou | 26.°      | [ 13 ]        |
| Caroline Molinari   | geral por equipe | DNF SC             | DNF SC             | DNF SC              | 7.512 83.°          | 7.512        | 98.°         | Não avançou        | Não avançou        | Não avançou         | Não avançou         | Não avançou | 98.°      | [ 13 ]        |
| Daiane dos Santos   | geral por equipe | 9.637 3.° Q        | 9.250 30.°         | 8.800 67.°          | DNF SC              | 27.687       | 74.°         | Não avançou        | Não avançou        | Não avançou         | Não avançou         | Não avançou | 74.°      | [ 13 ]        |
| Daniele Hypólito    | geral por equipe | 9.187 =36.°        | 8.987 =73.°        | 9.575 =11.°         | 9.337 =20.°         | 37.086       | 16.° Q       | Não avançou        | Não avançou        | Não avançou         | Não avançou         | Não avançou | 16.°      | [ 13 ]        |
| Laís Souza          | geral por equipe | 8.675 =62.°        | 9.387 =13.°        | 8.762 69.°          | 9.375 18.°          | 36.199       | 34.°         | Não avançou        | Não avançou        | Não avançou         | Não avançou         | Não avançou | 34.°      | [ 13 ]        |
| Total               | geral por equipe | 36.998 8.°         | 36.924 8.°         | 37.162 9.°          | 36.261 8.°          | 147.345      | 9.°          | Não avançou        | Não avançou        | Não avançou         | Não avançou         | Não avançou | 9.°       | [ 13 ]        |

Individual
| Atleta              | Modalidade       | Qualificação       | Qualificação       | Qualificação        | Qualificação        | Qualificação | Qualificação | Final              | Final              | Final               | Final               | Final       | Final     | Referência(s) |
| Atleta              | Modalidade       | Aparelho           | Aparelho           | Aparelho            | Aparelho            | Total        | Colocação    | Aparelho           | Aparelho           | Aparelho            | Aparelho            | Total       | Colocação | Referência(s) |
| Atleta              | Modalidade       | exercícios de solo | salto sobre a mesa | barras assimétricas | trave de equilíbrio | Total        | Colocação    | exercícios de solo | salto sobre a mesa | barras assimétricas | trave de equilíbrio | Total       | Colocação | Referência(s) |
| ------------------- | ---------------- | ------------------ | ------------------ | ------------------- | ------------------- | ------------ | ------------ | ------------------ | ------------------ | ------------------- | ------------------- | ----------- | --------- | ------------- |
| Daniele Hypólito    | individual geral | 9.187 =36.°        | 8.987 =73.°        | 9.575 =11.°         | 9.337 =20.°         | 37.086       | 16.° Q       | 9.237 =14.°        | 8.825 23.°         | 9.562 =8.°          | 9.337 7.°           | 36.961      | 12.°      | [ 14 ]        |
| Camila Comin        | individual geral | 9.137 41.°         | 9.200 =42.°        | 9.412 30.°          | 8.662 57.°          | 36.411       | 26.° q       | 8.925 =20.°        | 9.187 16.°         | 9.437 16.°          | 8.525 19.°          | 36.074      | 16.°      | [ 14 ]        |
| Ana Paula Rodrigues | individual geral | 9.037 =50.°        | 9.087 =63.°        | 9.375 =33.°         | 8.887 =46.°         | 36.386       | 27.°         | Não avançou        | Não avançou        | Não avançou         | Não avançou         | Não avançou | 27.°      | [ 14 ]        |
| Laís Souza          | individual geral | 8.675 =62.°        | 9.387 =13.°        | 8.762 69.°          | 9.375 18.°          | 36.199       | 34.°         | Não avançou        | Não avançou        | Não avançou         | Não avançou         | Não avançou | 34.°      | [ 14 ]        |
| Daiane dos Santos   | individual geral | 9.637 3.° Q        | 9.250 30.°         | 8.800 67.°          | DNF SC              | 27.687       | 74.°         | Não avançou        | Não avançou        | Não avançou         | Não avançou         | Não avançou | 74.°      | [ 14 ]        |
| Caroline Molinari   | individual geral | DNF SC             | DNF SC             | DNF SC              | 7.512 83.°          | 7.512        | 98.°         | Não avançou        | Não avançou        | Não avançou         | Não avançou         | Não avançou | 98.°      | [ 14 ]        |

Aparelhos
| Atleta              | Modalidade          | Qualificação        | Final               | Colocação final | Referência(s) |
| Atleta              | Modalidade          | Resultado Colocação | Resultado Colocação | Colocação final | Referência(s) |
| ------------------- | ------------------- | ------------------- | ------------------- | --------------- | ------------- |
| Ana Paula Rodrigues | exercícios de solo  | 9.037 =50.°         | Não avançou         | =50.°           | [ 15 ]        |
| Ana Paula Rodrigues | salto sobre a mesa  | 9.087 =63.°         | Não avançou         | =63.°           | [ 16 ]        |
| Ana Paula Rodrigues | barras assimétricas | 9.375 =33.°         | Não avançou         | =33.°           | [ 17 ]        |
| Ana Paula Rodrigues | trave de equilíbrio | 8.887 =46.°         | Não avançou         | =46.°           | [ 18 ]        |
| Camila Comin        | exercícios de solo  | 9.137 41.°          | Não avançou         | 41.°            | [ 19 ]        |
| Camila Comin        | salto sobre a mesa  | 9.200 =42.°         | Não avançou         | =42.°           | [ 20 ]        |
| Camila Comin        | barras assimétricas | 9.412 30.°          | Não avançou         | 30.°            | [ 21 ]        |
| Camila Comin        | trave de equilíbrio | 8.662 57.°          | Não avançou         | 57.°            | [ 22 ]        |
| Caroline Molinari   | trave de equilíbrio | 7.512 83.°          | Não avançou         | 83.°            | [ 23 ]        |
| Daiane dos Santos   | exercícios de solo  | 9.637 3.°           | 9.375 5.°           | 5.°             | [ 24 ]        |
| Daiane dos Santos   | salto sobre a mesa  | 9.250 30.°          | Não avançou         | 30.°            | [ 25 ]        |
| Daiane dos Santos   | barras assimétricas | 8.800 67.°          | Não avançou         | 67.°            | [ 26 ]        |
| Daniele Hypólito    | exercícios de solo  | 9.187 =36.°         | Não avançou         | =36.°           | [ 27 ]        |
| Daniele Hypólito    | salto sobre a mesa  | 8.987 =73.°         | Não avançou         | =73.°           | [ 28 ]        |
| Daniele Hypólito    | barras assimétricas | 9.575 =11.°         | Não avançou         | =11.°           | [ 29 ]        |
| Daniele Hypólito    | trave de equilíbrio | 9.337 =20.°         | Não avançou         | =20.°           | [ 30 ]        |
| Laís Souza          | exercícios de solo  | 8.675 =62.°         | Não avançou         | =62.°           | [ 31 ]        |
| Laís Souza          | salto sobre a mesa  | 9.387 =13.°         | Não avançou         | =13.°           | [ 32 ]        |
| Laís Souza          | barras assimétricas | 8.762 69.°          | Não avançou         | 69.°            | [ 33 ]        |
| Laís Souza          | trave de equilíbrio | 9.375 18.°          | Não avançou         | 18.°            | [ 34 ]        |

## Nado sincronizado
Feminino
| Aleta                          | Modalidade | Preliminar     | Preliminar   | Preliminar      | Preliminar | Final          | Final        | Final           | Final           | Referência(s) |
| Aleta                          | Modalidade | Rotina técnica | Rotina livre | Resultado total | Colocação  | Rotina técnica | Rotina livre | Resultado total | Colocação final | Referência(s) |
| ------------------------------ | ---------- | -------------- | ------------ | --------------- | ---------- | -------------- | ------------ | --------------- | --------------- | ------------- |
| Carolina Moraes Isabela Moraes | dueto      | 90.333 12.°    | 91.167 12.°  | 90.751          | 12.° Q     | 90.333 12.°    | 91.500 12.°  | 90.917          | 12.°            | [ 35 ]        |

## Atletismo
Masculino
Eventos de pista e de estrada
| Atleta                                                              | Modalidade            | Eliminatória | Eliminatória | Quartas de final | Quartas de final | Semifinal   | Semifinal   | Final       | Final     | Referência(s) |
| Atleta                                                              | Modalidade            | Resultado    | Colocação    | Resultado        | Colocação        | Resultado   | Colocação   | Resultado   | Colocação | Referência(s) |
| ------------------------------------------------------------------- | --------------------- | ------------ | ------------ | ---------------- | ---------------- | ----------- | ----------- | ----------- | --------- | ------------- |
| Vicente Lenílson                                                    | 100 m                 | 10.23        | 4.° q        | 10.26            | 3.° Q            | 10.28       | 8.°         | Não avançou | 16.°      | [ 36 ]        |
| Jarbas Mascarenhas Júnior                                           | 100 m                 | 10.34        | 4.° q        | 10.30            | 7.°              | Não avançou | Não avançou | Não avançou | 35.°      | [ 36 ]        |
| André Domingos                                                      | 100 m                 | 10.28        | 4.° q        | 10.34            | 8.°              | Não avançou | Não avançou | Não avançou | 36.°      | [ 36 ]        |
| Cláudio Roberto Souza                                               | 200 m                 | 20.70        | 4.° Q        | 20.64            | 5.°              | Não avançou | Não avançou | Não avançou | 20.°      | [ 37 ]        |
| Basílio de Moraes Júnior                                            | 200 m                 | 21.14        | 8.°          | Não avançou      | Não avançou      | Não avançou | Não avançou | Não avançou | 50.°      | [ 37 ]        |
| Anderson Jorge dos Santos                                           | 400 m                 | 48.77        | 8.°          | Não avançou      | Não avançou      | Não avançou | Não avançou | Não avançou | 60.°      | [ 38 ]        |
| Osmar dos Santos                                                    | 800 m                 | 1:45.90      | 4.° q        | _                | _                | 1:48.23     | 7.°         | Não avançou | 21.°      | [ 39 ]        |
| Hudson de Souza                                                     | 1500 m                | 3:40.78      | 7.° q        | _                | _                | 3:38.83     | 9.°         | Não avançou | 17.°      | [ 40 ]        |
| Vanderlei Cordeiro de Lima                                          | maratona              | _            | _            | _                | _                | _           | _           | 2:12:11     | 3.°       | [ 41 ]        |
| Rômulo Wagner da Silva                                              | maratona              | _            | _            | _                | _                | _           | _           | DNF         | 87.°      | [ 41 ]        |
| André Luiz Ramos                                                    | maratona              | _            | _            | _                | _                | _           | _           | DNF         | 95.°      | [ 41 ]        |
| Matheus Inocêncio                                                   | 110 m com barreiras   | 13.45        | 2.° Q        | 13.33            | 1.° Q            | 13.34       | 4.° Q       | 13.49       | 7.°       | [ 42 ]        |
| Márcio Simão de Souza                                               | 110 m com barreiras   | 13.43        | 4.° Q        | 13.54            | 5.°              | Não avançou | Não avançou | Não avançou | 19.°      | [ 42 ]        |
| Redelén Melo dos Santos                                             | 110 m com barreiras   | DNS          | 8.°          | Não avançou      | Não avançou      | Não avançou | Não avançou | Não avançou | 47.°      | [ 42 ]        |
| José Alessandro Bagio                                               | marcha atlética 20 km | _            | _            | _                | _                | _           | _           | 1:23:33     | 14.°      | [ 43 ]        |
| Sérgio Vieira Galdino                                               | marcha atlética 50 km | _            | _            | _                | _                | _           | _           | 4:05:02     | 26.°      | [ 44 ]        |
| Mário José dos Santos Júnior                                        | marcha atlética 50 km | _            | _            | _                | _                | _           | _           | 4:20:11     | 40.°      | [ 44 ]        |
| André Domingos Cláudio Roberto Souza Édson Luciano Vicente Lenílson | 4×100 m               | 38.64        | 3.° Q        | _                | _                | _           | _           | 38.67       | 8.°       | [ 45 ]        |

Eventos de campo
| Atleta         | Modalidade         | Qualificação | Qualificação | Final       | Final     | Referência(s) |
| Atleta         | Modalidade         | Resultado    | Colocação    | Resultado   | Colocação | Referência(s) |
| -------------- | ------------------ | ------------ | ------------ | ----------- | --------- | ------------- |
| Jessé de Lima  | salto em altura    | 2.25         | 9.°          | Não avançou | 17.°      | [ 46 ]        |
| Jadel Gregório | salto em distância | 7.50         | 16.°         | Não avançou | 32.°      | [ 47 ]        |
| Jadel Gregório | salto triplo       | 17.20        | 3.° Q        | 17.31       | 5.°       | [ 48 ]        |

Feminino
Eventos de pista e de estrada
| Atleta | Modalidade            | Eliminatória | Eliminatória | Quartas de final | Quartas de final | Semifinal   | Semifinal   | Final       | Final     | Referência(s) |
| Atleta | Modalidade            | Resultado    | Colocação    | Resultado        | Colocação        | Resultado   | Colocação   | Resultado   | Colocação | Referência(s) |
| --- | --------------------- | ------------ | ------------ | ---------------- | ---------------- | ----------- | ----------- | ----------- | --------- | ------------- |
| Rosemar Coelho Neto | 100 m                 | 11.43        | 5.° q        | 11.45            | 7.°              | Não avançou | Não avançou | Não avançou | 28.°      | [ 49 ]        |
| Lucimar de Moura | 200 m                 | 23.40        | 4.° Q        | 23.44            | 8.°              | Não avançou | Não avançou | Não avançou | 29.°      | [ 50 ]        |
| Maria Laura Almirão | 400 m                 | 52.10        | 5.°          | Não avançou      | Não avançou      | Não avançou | Não avançou | Não avançou | 27.°      | [ 51 ]        |
| Geisa Coutinho | 400 m                 | 52.18        | 5.°          | Não avançou      | Não avançou      | Não avançou | Não avançou | Não avançou | 30.°      | [ 51 ]        |
| Luciana de Paula Mendes | 800 m                 | 2:01.36      | 4.° q        | _                | _                | 2:02.00     | 7.°         | Não avançou | 21.°      | [ 52 ]        |
| Márcia Narloch | maratona              | _            | _            | _                | _                | _           | _           | DNF         | 74.°      | [ 53 ]        |
| Marlene Fortunato | maratona              | _            | _            | _                | _                | _           | _           | DNF         | 75.°      | [ 53 ]        |
| Maíla Machado | 100 m com barreiras   | 13.35        | 6.°          | Não avançou      | Não avançou      | Não avançou | Não avançou | Não avançou | 28.°      | [ 54 ]        |
| Alessandra Picagevicz | marcha atlética 20 km | _            | _            | _                | _                | _           | _           | 1:46:21     | 48.°      | [ 55 ]        |
| Kátia Regina Santos Luciana Alves dos Santos Lucimar de Moura Rosemar Coelho Neto Geisa Coutinho (reserva) Thatiana Ignácio (reserva) | 4×100 m               | 43.12        | 4.°          | Não avançou      | Não avançou      | Não avançou | Não avançou | Não avançou | 9.°       | [ 56 ]        |
| Geisa Coutinho Josiane Tito Lucimar Teodoro Maria Laura Almirão Maria Magnólia Figueiredo (reserva) Luciana de Paula Mendes (reserva) | 4×400 m               | 3:28.43      | 6.°          | Não avançou      | Não avançou      | Não avançou | Não avançou | Não avançou | 11.°      | [ 57 ]        |

Eventos de campo
| Atleta             | Modalidade          | Qualificação | Qualificação | Final       | Final     | Referência(s) |
| Atleta             | Modalidade          | Resultado    | Colocação    | Resultado   | Colocação | Referência(s) |
| ------------------ | ------------------- | ------------ | ------------ | ----------- | --------- | ------------- |
| Keila Costa        | salto em distância  | 6.33         | 14.°         | Não avançou | 30.°      | [ 58 ]        |
| Elisângela Adriano | arremesso de peso   | 17.44        | 8.°          | Não avançou | 16.°      | [ 59 ]        |
| Elisângela Adriano | lançamento de disco | 58.13        | 13.°         | Não avançou | 25.°      | [ 60 ]        |

## Basquetebol
Feminino
Primeira fase
Grupo A
| V |  | Brasil | 128–62 | Japão |  |  |  |

| V |  | Brasil | 87–75 | Grécia |  |  |  |

| D |  | Rússia | 77–67 | Brasil |  |  |  |

| V |  | Brasil | 82–63 | Nigéria |  |  |  |

| D |  | Austrália | 84–66 | Brasil |  |  |  |

Colocação no grupo: 3.° Q
Tabela - Grupo A
| Equipe    | Jogos | Vitórias | Derrotas | Pontos pró | Pontos contra | Saldo de pontos | Pontuação |
| --------- | ----- | -------- | -------- | ---------- | ------------- | --------------- | --------- |
| Austrália | 5     | 5        | 0        | 418        | 313           | +105            | 10        |
| Rússia    | 5     | 4        | 1        | 389        | 333           | +56             | 8         |
| Brasil    | 5     | 3        | 2        | 430        | 361           | +69             | 6         |
| Grécia    | 5     | 2        | 3        | 353        | 392           | -39             | 4         |
| Japão     | 5     | 1        | 4        | 381        | 485           | -104            | 2         |
| Nigéria   | 5     | 0        | 5        | 335        | 422           | -87             | 0         |

|  | Classificados para as quartas |
|  | Disputa de 9.° a 12.°         |

Quartas de final
| V |  | Brasil | 67–63 | Espanha |  |  |  |

Semifinal
| D |  | Austrália | 88–75 | Brasil |  |  |  |

Disputa do 3.° lugar
| D |  | Rússia | 71–62 | Brasil |  |  |  |

Colocação final: 4.°
Equipe:
Adrianinha Pinto Mafra
Alessandra Santos
Cíntia Tuiú
Érika de Souza
Helen Luz
Iziane Castro Marques
Janeth Arcain
Karla Cristina Costa
Kelly Müller
Leila Sobral
Silvinha Gustavo
Vivian Cristina Lopes

Referência(s): 

## Voleibol de praia
Masculino
| Atletas                        | Fase de grupos                                             | Fase de grupos                                           | Fase de grupos                                                     | Fase de grupos | Oitavas de final                                               | Quartas de final                                    | Semifinal                                                     | Disputa do Bronze     | Final                                                | Colocação final | Referência(s) |
| Atletas                        | Primeira rodada                                            | Segunda rodada                                           | Terceira rodada                                                    | Grupo          | Oitavas de final                                               | Quartas de final                                    | Semifinal                                                     | Disputa do Bronze     | Final                                                | Colocação final | Referência(s) |
| Atletas                        | Adversários Resultado                                      | Adversários Resultado                                    | Adversários Resultado                                              | Colocação      | Adversários Resultado                                          | Adversários Resultado                               | Adversários Resultado                                         | Adversários Resultado | Adversários Resultado                                | Colocação final | Referência(s) |
| ------------------------------ | ---------------------------------------------------------- | -------------------------------------------------------- | ------------------------------------------------------------------ | -------------- | -------------------------------------------------------------- | --------------------------------------------------- | ------------------------------------------------------------- | --------------------- | ---------------------------------------------------- | --------------- | ------------- |
| Emanuel Rego Ricardo Santos    | NOR Bjørn Maaseide / Iver Horrem V 2-1 (21-15•19-21•15-10) | AUS Andrew Schacht / Joshua Slack V 2-0 (21-17•21-17)    | USA Dax Holdren / Stein Metzger V 2-0 (21-17•21-10)                | Grupo A 1.° Q  | NOR Jørre Kjemperud / Vegard Høidalen V 2-1 (21-15•19-21•15-6) | SUI Martin Laciga / Paul Laciga V 2-0 (21-13•21-16) | SUI Patrick Heuscher / Stefan Kobel V 2-1 (21-14•19-21•15-12) | _                     | ESP Javier Bosma / Pablo Herrera V 2-0 (21-16•21-15) | 1.°             | [ 62 ]        |
| Benjamin Insfran Márcio Araújo | FRA Mathieu Hamel / Stéphane Canet V 2-0 (21-13•21-14)     | CUB Francisco Álvarez / Juan Rossell V 2-0 (23-21•22-20) | GER Andreas Scheuerpflug / Christoph Dieckmann D 0-2 (20-22•17-21) | Grupo B 2.° Q  | SUI Martin Laciga / Paul Laciga D 1-2 (19-21•21-19•12-15)      | Não avançou                                         | Não avançou                                                   | Não avançou           | Não avançou                                          | =9.°            | [ 62 ]        |

Feminino
| Atletas                       | Fase de grupos                                          | Fase de grupos                                                       | Fase de grupos                                            | Fase de grupos | Oitavas de final                                                       | Quartas de final                                              | Semifinal                                               | Disputa do Bronze     | Final                                           | Colocação final | Referência(s) |
| Atletas                       | Primeira rodada                                         | Segunda rodada                                                       | Terceira rodada                                           | Grupo          | Oitavas de final                                                       | Quartas de final                                              | Semifinal                                               | Disputa do Bronze     | Final                                           | Colocação final | Referência(s) |
| Atletas                       | Adversários Resultado                                   | Adversários Resultado                                                | Adversários Resultado                                     | Colocação      | Adversários Resultado                                                  | Adversários Resultado                                         | Adversários Resultado                                   | Adversários Resultado | Adversários Resultado                           | Colocação final | Referência(s) |
| ----------------------------- | ------------------------------------------------------- | -------------------------------------------------------------------- | --------------------------------------------------------- | -------------- | ---------------------------------------------------------------------- | ------------------------------------------------------------- | ------------------------------------------------------- | --------------------- | ----------------------------------------------- | --------------- | ------------- |
| Adriana Behar Shelda Bedê     | RSA Julia Willand / Leigh Ann Naidoo V 2-0 (21-7•21-10) | ITA Daniela Gattelli / Lucilla Perrotta V 2-0 (21-17•21-17)          | CUB Dalixia Fernández / Tamara Larrea V 2-0 (21-14•21-19) | Grupo B 1.° Q  | BUL Petia Yanchulova / Tzvetelina Yanchulova V 2-1 (18-21•21-16•15-11) | BRA Ana Paula Henkel / Sandra Pires V 2-1 (15-21•21-13•15-13) | AUS Natalie Cook / Nicole Sanderson V 2-0 (21-17•21-16) | _                     | USA Kerri Walsh / Misty May D 0-2 (17-21•11-21) | 2.°             | [ 63 ]        |
| Ana Paula Henkel Sandra Pires | NOR Ingrid Tørlen / Nila Håkedal V 2-0 (21-18•21-19)    | GRE Efthalia Koutroumanidou / Vassiliki Arvaniti V 2-0 (21-13•21-14) | GER Danja Müsch / Susanne Lahme D 1-2 (21-18•15-21•11-15) | Grupo C 2.° Q  | GRE Effrosyni Sfyri / Vasso Karantasiou V 2-0 (21-16•21-19)            | BRA Adriana Behar / Shelda Bedê D 1-2 (21-15•13-21•13-15)     | Não avançou                                             | Não avançou           | Não avançou                                     | =5.°            | [ 63 ]        |

## Boxe
Masculino
| Atleta                   | Modalidade              | 1ª Rodada                     | 2ª Rodada                    | 3ª Rodada            | Quartas de final     | Semifinal            | Final                | Colocação final | Referência(s) |
| Atleta                   | Modalidade              | Adversário Resultado          | Adversário Resultado         | Adversário Resultado | Adversário Resultado | Adversário Resultado | Adversário Resultado | Colocação final | Referência(s) |
| ------------------------ | ----------------------- | ----------------------------- | ---------------------------- | -------------------- | -------------------- | -------------------- | -------------------- | --------------- | ------------- |
| Edvaldo Badola           | peso pena               | PUR Carlos Velásquez V 43+-43 | CUB Luis Franco D 15-30      | Não avançou          | Não avançou          | Não avançou          | Não avançou          | =9.°            | [ 64 ]        |
| Myke de Carvalho         | peso leve               | PUR Alex de Jesús D 24-39     | Não avançou                  | Não avançou          | Não avançou          | Não avançou          | Não avançou          | =17.°           | [ 65 ]        |
| Alessandro de Matos      | peso meio-médio-Ligeiro | Bye                           | UZB Dilshod Mahmudov D 16-26 | Não avançou          | Não avançou          | Não avançou          | Não avançou          | =9.°            | [ 66 ]        |
| Glaucélio Serrão Abreu   | peso médio              | ALG Nabil Kassel D 36-41      | Não avançou                  | Não avançou          | Não avançou          | Não avançou          | Não avançou          | =17.°           | [ 67 ]        |
| Washington Luís da Silva | peso meio-pesado        | AZE Ali Ismailov D 22-27      | Não avançou                  | Não avançou          | Não avançou          | Não avançou          | Não avançou          | =17.°           | [ 68 ]        |

## Canoagem
Masculino
Velocidade
| Atleta                               | Modalidade | Eliminatórias | Eliminatórias | Repescagem | Repescagem | Semifinal   | Semifinal   | Final       | Final       | Colocação final | Referência(s) |
| Atleta                               | Modalidade | Resultado     | Colocação     | Resultado  | Colocação  | Resultado   | Colocação   | Resultado   | Colocação   | Colocação final | Referência(s) |
| ------------------------------------ | ---------- | ------------- | ------------- | ---------- | ---------- | ----------- | ----------- | ----------- | ----------- | --------------- | ------------- |
| Sebastián Cuattrin                   | K-1 500 m  | 1:40.999      | 5.° Q         | 1:42.213   | 8.°        | Não avançou | Não avançou | Não avançou | Não avançou | 22.°            | [ 69 ]        |
| Sebastián Cuattrin                   | K-1 1000 m | 3:36.506      | 5.° q         | 3:37.682   | 7.°        | Não avançou | Não avançou | Não avançou | Não avançou | 17.°            | [ 70 ]        |
| Sebastian Cuattrin Sebastian Szubski | K-2 500 m  | 1:35.917      | 6.° q         | 1:37.466   | 8.°        | Não avançou | Não avançou | Não avançou | Não avançou | 18.°            | [ 71 ]        |

## Ciclismo
Masculino
Mountain bike cross-country
| Atleta        | Modalidade         | Resultado | Colocação | Referência(s) |
| ------------- | ------------------ | --------- | --------- | ------------- |
| Edvandro Cruz | 43.3 km individual | 2:30:35   | 33.°      | [ 72 ]        |

Estrada
Velocidade
| Atleta             | Modalidade          | Resultado | Colocação | Referência(s) |
| ------------------ | ------------------- | --------- | --------- | ------------- |
| Murilo Fischer     | 211.2 km individual | 5:50:35   | 59.°      | [ 73 ]        |
| Márcio May         | 211.2 km individual | DNF       | 124.°     | [ 73 ]        |
| Luciano Pagliarini | 211.2 km individual | DNF       | 135.°     | [ 73 ]        |

Feminino
Mountain bike cross-country
| Atleta           | Modalidade         | Resultado | Colocação | Referência(s) |
| ---------------- | ------------------ | --------- | --------- | ------------- |
| Jaqueline Mourão | 31.3 km individual | 2:13:52   | 18.°      | [ 74 ]        |

Estrada
Velocidade
| Atleta             | Modalidade          | Resultado | Colocação | Referência(s) |
| ------------------ | ------------------- | --------- | --------- | ------------- |
| Janildes Fernandes | 105.6 km individual | 3:40:43   | 54.°      | [ 75 ]        |

## Saltos ornamentais
Masculino
| Atleta        | Modalidade      | Preliminar | Preliminar | Semifinal   | Semifinal   | Semifinal   | Semifinal   | Final       | Final           | Referência(s) |
| Atleta        | Modalidade      | Resultado  | Colocação  | Resultado   | Colocação   | Total       | Colocação   | Resultado   | Colocação final | Referência(s) |
| ------------- | --------------- | ---------- | ---------- | ----------- | ----------- | ----------- | ----------- | ----------- | --------------- | ------------- |
| César Castro  | trampolim 3 m   | 432.45     | 9.° Q      | 230.28      | 8.°         | 662.97      | 9.° Q       | 432.69      | 9.°             | [ 76 ]        |
| Cassius Duran | plataforma 10 m | 387.75     | 24.°       | Não avançou | Não avançou | Não avançou | Não avançou | Não avançou | 24.°            | [ 77 ]        |
| Hugo Parisi   | plataforma 10 m | 325.08     | 32.°       | Não avançou | Não avançou | Não avançou | Não avançou | Não avançou | 32.°            | [ 77 ]        |

Feminino
| Atleta         | Modalidade      | Preliminar | Preliminar | Semifinal | Semifinal | Semifinal | Semifinal | Final       | Final           | Referência(s) |
| Atleta         | Modalidade      | Resultado  | Colocação  | Resultado | Colocação | Total     | Colocação | Resultado   | Colocação final | Referência(s) |
| -------------- | --------------- | ---------- | ---------- | --------- | --------- | --------- | --------- | ----------- | --------------- | ------------- |
| Juliana Veloso | trampolim 3 m   | 265.29     | 18.° Q     | 197.16    | 17.°      | 462.45    | 18.°      | Não avançou | 18.°            | [ 78 ]        |
| Juliana Veloso | plataforma 10 m | 302.31     | 16.° Q     | 167.64    | 15.°      | 469.95    | 16.°      | Não avançou | 16.°            | [ 79 ]        |

## Hipismo
Aberto
Concurso completo de equitação
| Atleta | Cavalo                                                | Modalidade           | Adestramento          | Cross-country         | Saltos                | Total                 | Fase 2                | Colocação final | Referência(s) |
| Atleta | Cavalo                                                | Modalidade           | Penalidades Colocação | Penalidades Colocação | Penalidades Colocação | Penalidades Colocação | Penalidades Colocação | Colocação final | Referência(s) |
| --- | ----------------------------------------------------- | -------------------- | --------------------- | --------------------- | --------------------- | --------------------- | --------------------- | --------------- | ------------- |
| Raul Bernardo Nelson de Senna Neto                                                                                                 | Super Rocky                                           | equitação individual | 76.00 72.°            | 14.40 45.°            | 5.00 =23.°            | 95.40 44.°            | 90.40 55.°            | 44.°            | [ 80 ]        |
| Rafael Maurício de Gouveia Júnior                                                                                                  | Mozart                                                | equitação individual | 65.80 58.°            | 4.80 =33.°            | 30.00 62.°            | 100.60 47.°           | 70.60 39.°            | 47.°            | [ 80 ]        |
| Sérgio Henriques Neves Marins | Rally LF                                              | equitação individual | 70.00 =65.°           | 16.00 46.°            | 19.00 59.°            | 105.00 50.°           | 86.00 50.°            | 50.°            | [ 80 ]        |
| André Ricardo Paro | Land Heir                                             | equitação individual | 70.00 =65.°           | 16.80 =47.°           | 37.00 66.°            | 123.80 54.°           | 86.80 =51.°           | 54.°            | [ 80 ]        |
| Remo Tellini | Special Reserve                                       | equitação individual | 79.60 73.°            | 17.60 49.°            | 51.00 67.°            | 148.20 58.°           | 97.20 57.°            | 58.°            | [ 80 ]        |
| André Ricardo Paro Rafael Maurício de Gouveia Júnior Raul Bernardo Nelson de Senna Neto Remo Tellini Sérgio Henriques Neves Marins | Land Heir Mozart Super Rocky Special Reserve Rally LF | equitação equipe     | 205.80 14.°           | 35.20 9.°             | 54.00 13.°            | 295.00 11.°           | 243.40 10.°           | 301.00 11.°     | [ 81 ]        |

Concurso de saltos
| Atleta                                                                  | Cavalo                                          | Modalidade        | Classificatória       | Classificatória       | Classificatória       | Classificatória       | Final                 | Final                 | Final                       | Referência(s) |
| Atleta                                                                  | Cavalo                                          | Modalidade        | Rodada 1              | Rodada 2              | Rodada 3              | Total                 | Rodada 1              | Rodada 2              | Total                       | Referência(s) |
| Atleta                                                                  | Cavalo                                          | Modalidade        | Penalidades Colocação | Penalidades Colocação | Penalidades Colocação | Penalidades Colocação | Penalidades Colocação | Penalidades Colocação | Penalidades Colocação final | Referência(s) |
| ----------------------------------------------------------------------- | ----------------------------------------------- | ----------------- | --------------------- | --------------------- | --------------------- | --------------------- | --------------------- | --------------------- | --------------------------- | ------------- |
| Rodrigo Pessoa                                                          | Baloubet du Rouet                               | saltos individual | 5.00 =29.°            | 0.00 =1.°             | 9.00 =33.°            | 14.00 17.° Q          | 8.00 =11.° Q          | 0.00 1.°              | 8.00 1.°                    | [ 82 ]        |
| Álvaro Doda de Miranda Neto                                             | Countdown 23                                    | saltos individual | 8.00 =45.°            | 8.00 =25.°            | 12.00 =41.°           | 28.00 =41.° Q         | 8.00 =11.°            | Não avançou           | DNF =25.°                   | [ 82 ]        |
| Luciana Diniz                                                           | Mariachi                                        | saltos individual | 5.00 =29.°            | 13.00 =50.°           | 16.00 =46.°           | 34.00 47.° Q          | 20 =38.°              | Não avançou           | DNF 38.°                    | [ 82 ]        |
| Bernardo Alves                                                          | Canturo                                         | saltos individual | 1.00 =11.°            | 8.00 =25.°            | DNF 59.°              | DNF 60.°              | Não avançou           | Não avançou           | DNF 60.°                    | [ 82 ]        |
| Álvaro Doda de Miranda Neto Bernardo Alves Luciana Diniz Rodrigo Pessoa | Countdown 23 Canturo Mariachi Baloubet du Rouet | saltos equipe     | 16.00 7.°             | 37.00 10.°            | _                     | 53.00 9.°             | Não avançou           | Não avançou           | 53.00 9.°                   | [ 83 ]        |

## Esgrima
Masculino
| Atleta        | Modalidade | Eliminatória 1            | Eliminatória 2                   | Oitavas de final     | Quartas de final     | Semifinal            | Final                | Colocação final | Referência(s) |
| Atleta        | Modalidade | Adversário Resultado      | Adversário Resultado             | Adversário Resultado | Adversário Resultado | Adversário Resultado | Adversário Resultado | Colocação final | Referência(s) |
| ------------- | ---------- | ------------------------- | -------------------------------- | -------------------- | -------------------- | -------------------- | -------------------- | --------------- | ------------- |
| Renzo Agresta | sabre      | TUN Mohamed Rebai V 15-14 | UKR Volodymyr Lukashenko D 14-15 | Não avançou          | Não avançou          | Não avançou          | Não avançou          | 32.°            | [ 84 ]        |

Feminino
| Atleta        | Modalidade | Eliminatória 1             | Eliminatória 2       | Oitavas de final     | Quartas de final     | Semifinal            | Final                | Colocação final | Referência(s) |
| Atleta        | Modalidade | Adversária Resultado       | Adversária Resultado | Adversária Resultado | Adversária Resultado | Adversária Resultado | Adversária Resultado | Colocação final | Referência(s) |
| ------------- | ---------- | -------------------------- | -------------------- | -------------------- | -------------------- | -------------------- | -------------------- | --------------- | ------------- |
| Maju Herklotz | florete    | KOR Nam Hyun-Hee D 6-15    | Não avançou          | Não avançou          | Não avançou          | Não avançou          | Não avançou          | 20.°            | [ 85 ]        |
| Élora Pattaro | sabre      | AZE Yelena Jemayeva D 8-15 | Não avançou          | Não avançou          | Não avançou          | Não avançou          | Não avançou          | 22.°            | [ 86 ]        |

## Futebol
Feminino
Primeira fase
Grupo G
| V |  | Brasil | 1–0 | Austrália |  |  |  |

| D |  | Estados Unidos | 2–0 | Brasil |  |  |  |

| V |  | Brasil | 7–0 | Grécia |  |  |  |

Colocação no grupo: 2.° Q
Tabela - Grupo G
| Equipe         | Jogos | Vitórias | Empates | Derrotas | Gols pró | Gols contra | Saldo de gols | Pontos |
| -------------- | ----- | -------- | ------- | -------- | -------- | ----------- | ------------- | ------ |
| Estados Unidos | 3     | 2        | 1       | 0        | 6        | 1           | +5            | 7      |
| Brasil         | 3     | 2        | 0       | 1        | 8        | 2           | +6            | 6      |
| Austrália      | 3     | 1        | 1       | 1        | 2        | 2           | 0             | 4      |
| Grécia         | 3     | 0        | 0       | 3        | 0        | 11          | -11           | 0      |

|  | Classificados para as quartas de final |

Quartas de final
| V |  | Brasil | 5–0 | México |  |  |  |

Semifinal
| V |  | Brasil | 1–0 | Suécia |  |  |  |

Final
| D |  | Estados Unidos | 1–1 | Brasil | (ET>1-0) |  |  |

Colocação final: 2.°
Equipe:
Aline Pellegrino
Andréia Suntaque
Cristiane Rozeira
Daniela Alves
Dayane Rocha
Delma Pretinha
Elaine Estrela
Grazi Nascimento
Juliana Cabral
Kelly Cristina
Marlisa Maravilha
Marta Vieira
Maycon Santos
Miraíldes Formiga
Mônica de Paula
Renata Kóki
Rosana dos Santos
Roseli de Belo
Tânia Maranhão

Referência(s): 

## Handebol
Masculino
Primeira fase
Grupo B
| D |  | França | 31–17 | Brasil |  |  |  |

| D |  | Hungria | 20–19 | Brasil |  |  |  |

| D |  | Alemanha | 34–21 | Brasil |  |  |  |

| D |  | Grécia | 26–22 | Brasil |  |  |  |

| V |  | Brasil | 26–22 | Egito |  |  |  |

Colocação no grupo: 5.°
Tabela - Grupo B
| Equipe   | Jogos | Vitórias | Empates | Derrotas | Gols pró | Gols contra | Saldo de gols | Pontos |
| -------- | ----- | -------- | ------- | -------- | -------- | ----------- | ------------- | ------ |
| França   | 5     | 5        | 0       | 0        | 135      | 108         | +27           | 10     |
| Hungria  | 5     | 4        | 0       | 1        | 132      | 124         | +8            | 8      |
| Alemanha | 5     | 3        | 0       | 2        | 139      | 110         | +29           | 6      |
| Grécia   | 5     | 2        | 0       | 3        | 117      | 130         | -13           | 4      |
| Brasil   | 5     | 1        | 0       | 4        | 105      | 133         | -28           | 2      |
| Egito    | 5     | 0        | 0       | 5        | 110      | 133         | -23           | 0      |

|  | Classificados para as quartas de final |
|  | Disputa de 9.° e 10.°                  |
|  | Disputa de 11.° e 12.°                 |

Disputa do 9.° lugar
| D |  | Islândia | 29–25 | Brasil |  |  |  |

Colocação final: 10.°
Equipe:
Adalberto Pereira da Silva Nascimento
Agberto Correa de Matos
Alê Morelli Vasconcelos
Bruno Bezerra de Menezes Souza
Bruno Felipe Claudino de Santana
Daniel Baldacin
Eduardo Henrique Mineiro dos Reis
Guga Lopes
Helinho Lisboa Justino
Ivan Bruno Macarrão Maziero
Jair Henrique Alves Júnior
Jaqson Luiz Kojoroski
José Ronaldo SB do Nascimento
Marcão Paulo dos Santos
Renato Tupan Ruy

Referência(s): 
Feminino
Primeira fase
Grupo A
| V |  | Brasil | 29–21 | Grécia |  |  |  |

| D |  | Ucrânia | 21–19 | Brasil |  |  |  |

| D |  | Hungria | 35–26 | Brasil |  |  |  |

| D |  | China | 28–23 | Brasil |  |  |  |

Colocação no grupo: 4.° Q
Tabela - Grupo B
| Equipe  | Jogos | Vitórias | Empates | Derrotas | Gols pró | Gols contra | Saldo de gols | Pontos |
| ------- | ----- | -------- | ------- | -------- | -------- | ----------- | ------------- | ------ |
| Ucrânia | 5     | 4        | 0       | 0        | 99       | 82          | +17           | 8      |
| Hungria | 5     | 3        | 0       | 1        | 118      | 93          | +25           | 6      |
| China   | 5     | 2        | 0       | 2        | 106      | 90          | +16           | 4      |
| Brasil  | 5     | 1        | 0       | 3        | 97       | 105         | -8            | 2      |
| Grécia  | 5     | 0        | 0       | 4        | 74       | 124         | -50           | 0      |

|  | Classificados para as quartas de final |
|  | Disputa de 9.° e 10.°                  |

Quartas de final
| D |  | Coreia do Sul | 26–24 | Brasil |  |  |  |

Torneio de 5.° a 8.°
| D |  | Hungria | 36–31 | Brasil |  |  |  |

Disputa do 7.° lugar
| V |  | Brasil | 26–25 | China |  |  |  |

Colocação final: 7.°
Equipe:
Alexandra Nascimento
Aline Chicória
Aline Pará
Aline Silva dos Santos
Ana Amorim
Chana Masson
Dani Piedade
Dara Diniz
Daly Mesquita
Darly Zoqbi de Paula
Fabiana Kuestner Gripa
Lucila Vianna da Silva
Meg Montão
Millene Figueiredo
Vivi Jacques

Referência(s): 

## Judô
Masculino
| Atleta              | Modalidade       | Chave | Rodada 1                             | Rodada 2                  | Rodada 3             | Quartas de final                        | Semifinal                       | Final de chave       | Repescagem                                                            | Disputa de 3.°                            | Final                | Colocação final | Referência(s) |
| Atleta              | Modalidade       | Chave | Adversário Resultado                 | Adversário Resultado      | Adversário Resultado | Adversário Resultado                    | Adversário Resultado            | Adversário Resultado | Adversário Resultado                                                  | Adversário Resultado                      | Adversário Resultado | Colocação final | Referência(s) |
| ------------------- | ---------------- | ----- | ------------------------------------ | ------------------------- | -------------------- | --------------------------------------- | ------------------------------- | -------------------- | --------------------------------------------------------------------- | ----------------------------------------- | -------------------- | --------------- | ------------- |
| Alexandre Lee       | peso ligeiro     | A     | ARM Armen Nazaryan D Waza-ari        | Não avançou               | Não avançou          | Não avançou                             | Não avançou                     | Não avançou          | Não avançou                                                           | Não avançou                               | Não avançou          | =21.°           | [ 90 ]        |
| Henrique Guimarães  | peso meio-leve   | B     | KOR Bang Gwi-Man V Ippon             | _                         | _                    | RUS Magomed Dzhafarov D Waza-ari        | Não avançou                     | Não avançou          | Não avançou                                                           | Não avançou                               | Não avançou          | =17.°           | [ 91 ]        |
| Leandro Guilheiro   | peso leve        | A     | ESP Kiyoshi Uematsu V Yuko           | HAI Ernst Laraque V Ippon | _                    | POL Krzysztof Wiłkomirski V Waza-ari    | FRA Daniel Fernandes D Waza-ari | _                    | ISR Yoel Razvozov V Ippon GEO David Kevkhishvili V Koka               | MDA Victor Bivol V Waza-ari awasete Ippon | _                    | =3.°            | [ 92 ]        |
| Flávio Canto        | peso meio-médio  | B     | COL Mario Antonio Valles V Ippon     | _                         | _                    | EST Aleksei Budõlin V Yuko              | RUS Dmitri Nossov D Waza-ari    | _                    | ITA Roberto Meloni V Waza-ari awasete Ippon KOR Gwon Yeong-Wu V Ippon | POL Robert Krawczyk V Waza-ari            | _                    | =3.°            | [ 93 ]        |
| Carlos Honorato     | peso médio       | A     | ALG Khaled Meddah V Ippon            | _                         | _                    | MGL Tsend-Ayuushiin Ochirbat V Waza-ari | GBR Winston Gordon D Yuko       | _                    | AUS Daniel Kelly D Yuko                                               | Não avançou                               | Não avançou          | =9.°            | [ 94 ]        |
| Mário Sabino Júnior | peso meio-pesado | B     | ISR Ariel Ze'evi D Ippon             | Não avançou               | Não avançou          | Não avançou                             | Não avançou                     | Não avançou          | Não avançou                                                           | Não avançou                               | Não avançou          | =21.°           | [ 95 ]        |
| Daniel Hernandes    | peso pesado      | B     | NGR Chukwuemeka Onyemachi V Waza-ari | _                         | _                    | RUS Tamerlan Tmenov D Ippon             | _                               | _                    | ROM Gabriel Munteanu V Ippon EST Indrek Pertelson D Ippon             | Não avançou                               | Não avançou          | =9.°            | [ 96 ]        |

Feminino
| Atleta             | Modalidade       | Chave | Rodada 1                       | Rodada 2             | Rodada 3             | Quartas de final           | Semifinal                       | Final de chave       | Repescagem                                                            | Disputa de 3.°       | Final                | Colocação final | Referência(s) |
| Atleta             | Modalidade       | Chave | Adversário Resultado           | Adversário Resultado | Adversário Resultado | Adversário Resultado       | Adversário Resultado            | Adversário Resultado | Adversário Resultado                                                  | Adversário Resultado | Adversário Resultado | Colocação final | Referência(s) |
| ------------------ | ---------------- | ----- | ------------------------------ | -------------------- | -------------------- | -------------------------- | ------------------------------- | -------------------- | --------------------------------------------------------------------- | -------------------- | -------------------- | --------------- | ------------- |
| Daniela Polzin     | peso ligeiro     | B     | CHN Gao Feng D Ippon           | Não avançou          | Não avançou          | Não avançou                | Não avançou                     | Não avançou          | Não avançou                                                           | Não avançou          | Não avançou          | =21.°           | [ 97 ]        |
| Fabiane Hukuda     | peso meio-leve   | B     | GBR Georgina Singleton D Ippon | Não avançou          | Não avançou          | Não avançou                | Não avançou                     | Não avançou          | Não avançou                                                           | Não avançou          | Não avançou          | =21.°           | [ 98 ]        |
| Danielle Zangrando | peso leve        | B     | Bye                            | Bye                  | Bye                  | CHN Liu Yuxiang V Ippon    | NED Deborah Gravenstijn D Ippon | _                    | ITA Cinzia Cavazzuti D Ippon                                          | Não avançou          | Não avançou          | =9.°            | [ 99 ]        |
| Vânia Ishii        | peso meio-médio  | B     | BEL Gella Vandecaveye D Ippon  | Não avançou          | Não avançou          | Não avançou                | Não avançou                     | Não avançou          | Não avançou                                                           | Não avançou          | Não avançou          | =21.°           | [ 100 ]       |
| Ednanci Silva      | peso meio-pesado | A     | Bye                            | Bye                  | Bye                  | TUN Houda Ben Daya V Ippon | FRA Céline Lebrun D Koka        | _                    | USA Nicole Kubes D Waza-ari awasete Ippon ITA Lucia Morico D Waza-ari | Não avançou          | Não avançou          | =9.°            | [ 101 ]       |

## Pentatlo moderno
Masculino
| Atleta                   | Modalidade | Hipismo concurso de saltos      | Esgrima espada 1 toque | Tiro pistola de ar 10 m | Natação 200 m livre | Corrida cross-country 3000 m | Pontos perdidos | Colocação final | Referência(s) |
| Atleta                   | Modalidade | Colocação                       | Colocação              | Colocação               | Colocação           | Colocação                    | Pontos perdidos | Colocação final | Referência(s) |
| ------------------------ | ---------- | ------------------------------- | ---------------------- | ----------------------- | ------------------- | ---------------------------- | --------------- | --------------- | ------------- |
| Daniel Vargas dos Santos | individual | Cavalo: Osiride di Acciare 10.° | =19.°                  | 31.°                    | 30.°                | 30.°                         | 4732.00         | 29.°            | [ 102 ]       |

Feminino
| Atleta          | Modalidade | Hipismo concurso de saltos | Esgrima espada 1 toque | Tiro pistola de ar 10 m | Natação 200 m livre | Corrida cross-country 3000 m | Pontos perdidos | Colocação final | Referência(s) |
| Atleta          | Modalidade | Colocação                  | Colocação              | Colocação               | Colocação           | Colocação                    | Pontos perdidos | Colocação final | Referência(s) |
| --------------- | ---------- | -------------------------- | ---------------------- | ----------------------- | ------------------- | ---------------------------- | --------------- | --------------- | ------------- |
| Samantha Harvey | individual | Cavalo: Elettra 26.°       | =7.°                   | 8.°                     | 23.°                | 30.°                         | 4888.00         | 25.°            | [ 103 ]       |

## Ginástica rítmica
Feminino
| Atletas | Modalidade | Qualificação | Qualificação  | Qualificação | Qualificação | Final      | Final         | Final  | Final           | Referência(s) |
| Atletas | Modalidade | fitas        | arcos e bolas | Total        | Colocação    | fitas      | arcos e bolas | Total  | Colocação final | Referência(s) |
| --- | ---------- | ------------ | ------------- | ------------ | ------------ | ---------- | ------------- | ------ | --------------- | ------------- |
| Ana Maria Maciel Dayane Camillo Fernanda Cavalieri Jeniffer Quirino Oliveira Larissa Barata Tayanne Mantovaneli | grupo      | 21.450 7.°   | 23.500 6.°    | 44.950       | 7.° Q        | 21.900 8.° | 22.500 8.°    | 44.400 | 8.°             | [ 104 ]       |

## Remo
Masculino
| Atleta                          | Modalidade         | Eliminatórias | Eliminatórias | Repescagem | Repescagem     | Semifinal | Semifinal | Final       | Final       | Colocação final | Referência(s) |
| Atleta                          | Modalidade         | Resultado     | Colocação     | Resultado  | Colocação      | Resultado | Colocação | Resultado   | Colocação   | Colocação final | Referência(s) |
| ------------------------------- | ------------------ | ------------- | ------------- | ---------- | -------------- | --------- | --------- | ----------- | ----------- | --------------- | ------------- |
| Anderson Nocetti                | esquife simples    | 7:26.81       | 3.° R         | 7:03.08    | 2.° q SF A/B/C | 7:11.90   | 5.° q FC  | 6:53.64     | 1.° FC      | 13.°            | [ 105 ]       |
| José Sobral Júnior Thiago Gomes | esquife leve duplo | 6:33.92       | 6.° R         | 6:33.66    | 4.° q SF C/D   | 6:26.98   | 4.°       | Não avançou | Não avançou | 20.°            | [ 106 ]       |

Feminino
| Atleta           | Modalidade      | Eliminatórias | Eliminatórias | Repescagem | Repescagem   | Semifinal | Semifinal | Final     | Final     | Colocação final | Referência(s) |
| Atleta           | Modalidade      | Resultado     | Colocação     | Resultado  | Colocação    | Resultado | Colocação | Resultado | Colocação | Colocação final | Referência(s) |
| ---------------- | --------------- | ------------- | ------------- | ---------- | ------------ | --------- | --------- | --------- | --------- | --------------- | ------------- |
| Fabiana Beltrame | esquife simples | 8:02.09       | 4.° R         | 7:48.74    | 4.° q SF C/D | 8:00.89   | 1.° q FC  | 7:43.38   | 2.° FC    | 14.°            | [ 107 ]       |

## Vela
Masculino
| Atleta                                 | Modalidade                | Regatas             | Regatas             | Regatas             | Regatas             | Regatas             | Regatas             | Regatas             | Regatas             | Regatas             | Regatas             | Regatas                | Colocação final     | Referência(s) |
| Atleta                                 | Modalidade                | 1                   | 2                   | 3                   | 4                   | 5                   | 6                   | 7                   | 8                   | 9                   | 10                  | 11 (regata da medalha) | Colocação final     | Referência(s) |
| Atleta                                 | Modalidade                | Pontuação Colocação | Pontuação Colocação | Pontuação Colocação | Pontuação Colocação | Pontuação Colocação | Pontuação Colocação | Pontuação Colocação | Pontuação Colocação | Pontuação Colocação | Pontuação Colocação | Pontuação Colocação    | Pontuação Colocação | Referência(s) |
| -------------------------------------- | ------------------------- | ------------------- | ------------------- | ------------------- | ------------------- | ------------------- | ------------------- | ------------------- | ------------------- | ------------------- | ------------------- | ---------------------- | ------------------- | ------------- |
| Ricardo Winicki                        | classe windsurf (mistral) | 4.00 4.°            | 6.00 6.°            | 2.00 2.°            | 1.00 1.°            | 5.00 5.°            | 17.00 17.°          | 7.00 7.°            | 2.00 2.°            | 9.00 9.°            | 1.00 1.°            | 17.00 17.°             | 71.00/54.00 4.°     | [ 108 ]       |
| João Lysandro Signorini                | classe finn               | 15.00 15.°          | 9.00 9.°            | 21.00 21.°          | 15.00 15.°          | 21.00 21.°          | 4.00 4.°            | 5.00 5.°            | 6.00 6.°            | 12.00 12.°          | 9.00 9.°            | 17.00 17.°             | 134.00/113.00 10.°  | [ 109 ]       |
| Alexandre Dias Paradeda Bernardo Arndt | classe 470                | 5.00 5.°            | 1.00 1.°            | 14.00 14.°          | 19.00 19.°          | 4.00 4.°            | 10.00 10.°          | 17.00 17.°          | 20.00 20.°          | 24.00 24.°          | 9.00 9.°            | 5.00 5.°               | 128.00/104.00 8.°   | [ 110 ]       |
| Marcelo Ferreira Torben Grael          | classe star               | 5.00 5.°            | 4.00 4.°            | 1.00 1.°            | 1.00 1.°            | 2.00 2.°            | 5.00 5.°            | 2.00 2.°            | 7.00 7.°            | 11.00 11.°          | 4.00 4.°            | 18.00 DNS 17.°         | 60.00/42.00 1.°     | [ 111 ]       |

Feminino
| Atleta                           | Modalidade                | Regatas             | Regatas             | Regatas             | Regatas             | Regatas             | Regatas             | Regatas             | Regatas             | Regatas             | Regatas             | Regatas                | Colocação final     | Referência(s) |
| Atleta                           | Modalidade                | 1                   | 2                   | 3                   | 4                   | 5                   | 6                   | 7                   | 8                   | 9                   | 10                  | 11 (regata da medalha) | Colocação final     | Referência(s) |
| Atleta                           | Modalidade                | Pontuação Colocação | Pontuação Colocação | Pontuação Colocação | Pontuação Colocação | Pontuação Colocação | Pontuação Colocação | Pontuação Colocação | Pontuação Colocação | Pontuação Colocação | Pontuação Colocação | Pontuação Colocação    | Pontuação Colocação | Referência(s) |
| -------------------------------- | ------------------------- | ------------------- | ------------------- | ------------------- | ------------------- | ------------------- | ------------------- | ------------------- | ------------------- | ------------------- | ------------------- | ---------------------- | ------------------- | ------------- |
| Carolina Mendelblatt             | classe windsurf (mistral) | 25.00 25.°          | 20.00 20.°          | 24.00 24.°          | 24.00 24.°          | 21.00 21.°          | 23.00 23.°          | 24.00 24.°          | 24.00 24.°          | 25.00 25.°          | 22.00 22.°          | 22.00 22.°             | 254.00/229.00 25.°  | [ 112 ]       |
| Adriana Kostiw Fernanda Oliveira | classe 470                | 21.00 OCS =18.°     | 18.00 18.°          | 19.00 19.°          | 16.00 17.°          | 16.00 16.°          | 3.00 3.°            | 6.00 6.°            | 15.00 15.°          | 15.00 15.°          | 5.00 5.°            | 6.00 6.°               | 140.00/119.00 17.°  | [ 113 ]       |

Aberto
| Atleta                                     | Modalidade     | Regatas             | Regatas             | Regatas             | Regatas             | Regatas             | Regatas             | Regatas             | Regatas             | Regatas             | Regatas             | Regatas                               | Regatas             | Regatas             | Regatas             | Regatas             | Regatas                         | Colocação final     | Referência(s) |
| Atleta                                     | Modalidade     | 1                   | 2                   | 3                   | 4                   | 5                   | 6                   | 7                   | 8                   | 9                   | 10                  | 11 (regata da medalha) star e tornado | 12                  | 13                  | 14                  | 15                  | 16 (regata da medalha) 49er (*) | Colocação final     | Referência(s) |
| Atleta                                     | Modalidade     | Pontuação Colocação | Pontuação Colocação | Pontuação Colocação | Pontuação Colocação | Pontuação Colocação | Pontuação Colocação | Pontuação Colocação | Pontuação Colocação | Pontuação Colocação | Pontuação Colocação | Pontuação Colocação                   | Pontuação Colocação | Pontuação Colocação | Pontuação Colocação | Pontuação Colocação | Pontuação Colocação             | Pontuação Colocação | Referência(s) |
| ------------------------------------------ | -------------- | ------------------- | ------------------- | ------------------- | ------------------- | ------------------- | ------------------- | ------------------- | ------------------- | ------------------- | ------------------- | ------------------------------------- | ------------------- | ------------------- | ------------------- | ------------------- | ------------------------------- | ------------------- | ------------- |
| Robert Scheidt                             | classe laser   | 3.00 3.°            | 8.00 8.°            | 1.00 1.°            | 3.00 3.°            | 8.00 8.°            | 4.00 4.°            | 19.00 19.°          | 12.00 12.°          | 7.00 7.°            | 3.00 3.°            | 6.00 6.°                              | _                   | _                   | _                   | _                   | _                               | 74.00/55.00 1.°     | [ 114 ]       |
| André Otto da Fonseca Rodrigo Linck Duarte | classe 49er    | 2.00 2.°            | 4.00 4.°            | 13.00 13.°          | 13.00 13.°          | 3.00 3.°            | 3.00 3.°            | 5.00 5.°            | 12.00 12.°          | 10.00 10.°          | 12.00 12.°          | 5.00 5.°                              | 15.00 15.°          | 12.00 12.°          | 10.00 10.°          | 8.00 8.°            | 5.00 5.°                        | 132.00/104.00 6.°   | [ 115 ]       |
| João Carlos Jordão Maurício Santinha       | classe tornado | 13.00 13.°          | 17.00 17.°          | 16.00 16.°          | 15.00 16.°          | 16.00 16.°          | 17.00 17.°          | 17.00 17.°          | 16.00 16.°          | 13.00 13.°          | 16.00 16.°          | 16.00 16.°                            | _                   | _                   | _                   | _                   | _                               | 172.00/155.00 17.°  | [ 116 ]       |

(*) A classe 49er teve 16 regatas, enquanto as demais tiveram as agora tradicionais 11 regatas. O Brasil estreou na modalidade em Atenas. A classe soling saiu do programa Olímpico nessa edição.

## Tiro esportivo
Masculino
| Atleta         | Modalidade     | Classificatória | Classificatória | Final       | Final     | Referência(s) |
| Atleta         | Modalidade     | Resultado       | Colocação       | Resultado   | Colocação | Referência(s) |
| -------------- | -------------- | --------------- | --------------- | ----------- | --------- | ------------- |
| Rodrigo Bastos | fossa Olímpica | 117.00          | =14.°           | Não avançou | =14.°     | [ 117 ]       |

## Natação
Masculino
| Atleta                                                                       | Modalidade      | Eliminatória | Eliminatória | Semifinal   | Semifinal   | Final       | Final     | Referência(s) |
| Atleta                                                                       | Modalidade      | Resultado    | Colocação    | Resultado   | Colocação   | Resultado   | Colocação | Referência(s) |
| ---------------------------------------------------------------------------- | --------------- | ------------ | ------------ | ----------- | ----------- | ----------- | --------- | ------------- |
| Fernando Scherer                                                             | 50 m livre      | 22.52        | 2.° Q        | 22.27       | 7.°         | Não avançou | 11.°      | [ 118 ]       |
| Jader Souza                                                                  | 100 m livre     | 50.67        | 8.°          | Não avançou | Não avançou | Não avançou | =33.°     | [ 119 ]       |
| Rodrigo Castro                                                               | 200 m livre     | 1:50.27      | 6.°          | Não avançou | Não avançou | Não avançou | 20.°      | [ 120 ]       |
| Bruno Bonfim                                                                 | 400 m livre     | 3:59.96      | 6.°          | Não avançou | Não avançou | Não avançou | 34.°      | [ 121 ]       |
| Paulo Maurício Silva Machado                                                 | 100 m costas    | 57.07        | 7.°          | Não avançou | Não avançou | Não avançou | 32.°      | [ 122 ]       |
| Eduardo Fischer                                                              | 100 m peito     | 1:01.84      | 4.° Q        | 1:02.07     | 8.°         | Não avançou | 15.°      | [ 123 ]       |
| Rogério Romero                                                               | 200 m costas    | 2:00.60      | 7.° Q        | 2:00.48     | 7.°         | Não avançou | 15.°      | [ 124 ]       |
| Rogério Romero                                                               | 200 m peito     | 2:16.04      | 2.°          | Não avançou | Não avançou | Não avançou | 24.°      | [ 125 ]       |
| Gabriel Mangabeira                                                           | 100 m borboleta | 52.76        | 4.° Q        | 52.33       | 4.° Q       | 52.34       | 6.°       | [ 126 ]       |
| Kaio Márcio Almeida                                                          | 100 m borboleta | 53.22        | 7.°          | Não avançou | Não avançou | Não avançou | 17.°      | [ 126 ]       |
| Kaio Márcio Almeida                                                          | 200 m borboleta | 1:59.23      | 8.°          | Não avançou | Não avançou | Não avançou | 19.°      | [ 127 ]       |
| Diogo Yabe                                                                   | 200 m medley    | 2:03.86      | 6.°          | Não avançou | Não avançou | Não avançou | 26.°      | [ 128 ]       |
| Thiago Pereira                                                               | 200 m medley    | 2:01.12      | 3.° Q        | 2:00.07     | 2.° Q       | 2:00.11     | 5.°       | [ 128 ]       |
| Thiago Pereira                                                               | 400 m medley    | 4:22.06      | 17           | Não avançou | Não avançou | Não avançou | 17.°      | [ 129 ]       |
| Lucas Salatta                                                                | 400 m medley    | 4:23.01      | 7.°          | Não avançou | Não avançou | Não avançou | 19.°      | [ 129 ]       |
| Carlos Jayme Gustavo Borges Jader Souza Rodrigo Castro                       | 4×100 m livre   | 3:20.20      | 6.°          | Não avançou | Não avançou | Não avançou | 12.°      | [ 130 ]       |
| Bruno Bonfim Carlos Jayme Rafael Mósca Rodrigo Castro                        | 4×200 m livre   | 7:22.70      | 5.°          | Não avançou | Não avançou | Não avançou | 9.°       | [ 131 ]       |
| Eduardo Fischer Jader Souza Kaio Márcio Almeida Paulo Maurício Silva Machado | 4×100 m medley  | 3:44.41      | 7.°          | Não avançou | Não avançou | Não avançou | 15.°      | [ 132 ]       |

Feminino
| Atleta                                                          | Modalidade    | Eliminatória | Eliminatória | Semifinal   | Semifinal   | Final       | Final     | Referência(s) |
| Atleta                                                          | Modalidade    | Resultado    | Colocação    | Resultado   | Colocação   | Resultado   | Colocação | Referência(s) |
| --------------------------------------------------------------- | ------------- | ------------ | ------------ | ----------- | ----------- | ----------- | --------- | ------------- |
| Flávia Delaroli                                                 | 50 m livre    | 25.40        | 5.° Q        | 25.17       | =5.° Q      | 25.20       | 8.°       | [ 133 ]       |
| Rebeca Gusmão                                                   | 50 m livre    | 25.64        | 5.° Q        | 25.31       | 4.°         | Não avançou | 11.°      | [ 133 ]       |
| Rebeca Gusmão                                                   | 100 m livre   | 56.26        | 7.°          | Não avançou | Não avançou | Não avançou | 20.°      | [ 134 ]       |
| Mariana Brochado                                                | 200 m livre   | 2:02.91      | 8.°          | Não avançou | Não avançou | Não avançou | 23.°      | [ 135 ]       |
| Monique Ferreira                                                | 400 m livre   | 4:13.75      | 8.°          | Não avançou | Não avançou | Não avançou | 19.°      | [ 136 ]       |
| Joanna Maranhão                                                 | 200 m medley  | 2:16.21      | 4.° Q        | 2:15.43     | 5.°         | Não avançou | 11.°      | [ 137 ]       |
| Joanna Maranhão                                                 | 400 m medley  | 4:42.01      | 3.° Q        | _           | _           | 4:40.00     | 5.°       | [ 138 ]       |
| Flávia Delaroli Rebeca Gusmão Renata Burgos Tatiana Lemos       | 4×100 m livre | 3:45.38      | =5.°         | Não avançou | Não avançou | Não avançou | 12.°      | [ 139 ]       |
| Joanna Maranhão Mariana Brochado Monique Ferreira Paula Baracho | 4×200 m livre | 8:05.58      | 4.° Q        | _           | _           | 8:05.29     | 7.°       | [ 140 ]       |

## Tênis de mesa
Masculino
| Atleta                     | Modalidade | Rodada 1                                | Rodada 2             | Rodada 3             | Décimas sextas de final | Oitavas de final     | Quartas de final     | Semifinal            | Final                | Final           | Referência(s) |
| Atleta                     | Modalidade | Adversário Resultado                    | Adversário Resultado | Adversário Resultado | Adversário Resultado    | Adversário Resultado | Adversário Resultado | Adversário Resultado | Adversário Resultado | Colocação final | Referência(s) |
| -------------------------- | ---------- | --------------------------------------- | -------------------- | -------------------- | ----------------------- | -------------------- | -------------------- | -------------------- | -------------------- | --------------- | ------------- |
| Thiago Monteiro            | simples    | IRI Mohammad Reza Akhlagh Pasand V 4-1  | HKG Li Ching D 1-4   | Não avançou          | Não avançou             | Não avançou          | Não avançou          | Não avançou          | Não avançou          | =33.°           | [ 141 ]       |
| Hugo Hoyama                | simples    | POL Tomasz Krzeszewski D 0-4            | Não avançou          | Não avançou          | Não avançou             | Não avançou          | Não avançou          | Não avançou          | Não avançou          | =49.°           | [ 141 ]       |
| Hugo Hanashiro Hugo Hoyama | duplas     | GER Jörg Roßkopf / Lars Hielscher D 2-4 | Não avançou          | Não avançou          | Não avançou             | Não avançou          | Não avançou          | Não avançou          | Não avançou          | =25.°           | [ 142 ]       |

Feminino
| Atleta                     | Modalidade | Rodada 1                  | Rodada 2                                      | Rodada 3             | Décimas sextas de final | Oitavas de final     | Quartas de final     | Semifinal            | Final                | Final           | Referência(s) |
| Atleta                     | Modalidade | Adversário Resultado      | Adversário Resultado                          | Adversário Resultado | Adversário Resultado    | Adversário Resultado | Adversário Resultado | Adversário Resultado | Adversário Resultado | Colocação final | Referência(s) |
| -------------------------- | ---------- | ------------------------- | --------------------------------------------- | -------------------- | ----------------------- | -------------------- | -------------------- | -------------------- | -------------------- | --------------- | ------------- |
| Lígia Silva                | simples    | NGR Cecilia Offiong D 1-4 | Não avançou                                   | Não avançou          | Não avançou             | Não avançou          | Não avançou          | Não avançou          | Não avançou          | =49.°           | [ 143 ]       |
| Lígia Silva Mariany Nonaka | duplas     | _                         | CZE Alena Vachovcová / Renáta Štrbíková D 2-4 | Não avançou          | Não avançou             | Não avançou          | Não avançou          | Não avançou          | Não avançou          | =25.°           | [ 144 ]       |

## Taekwondo
Masculino
| Atleta                    | Modalidade | Rodada 1                      | Quartas de final     | Semifinal            | Repescagem 1             | Repescagem 2                  | Disputa de 3.°              | Final                | Colocação final | Referência(s) |
| Atleta                    | Modalidade | Adversário Resultado          | Adversário Resultado | Adversário Resultado | Adversário Resultado     | Adversário Resultado          | Adversário Resultado        | Adversário Resultado | Colocação final | Referência(s) |
| ------------------------- | ---------- | ----------------------------- | -------------------- | -------------------- | ------------------------ | ----------------------------- | --------------------------- | -------------------- | --------------- | ------------- |
| Marcel Wenceslau Ferreira | peso mosca | EGY Tamer Bayoumi D 2-10      | Não avançou          | Não avançou          | Não avançou              | Não avançou                   | Não avançou                 | Não avançou          | =11.°           | [ 145 ]       |
| Diogo Silva               | peso pena  | VEN Luis Alberto García V 6-5 | IRI Saei D 6-8       | _                    | ITA Carlo Molfetta V W-O | GUA Gabriel Sagastume V 12-10 | KOR Song Myeong-Seob D 7-12 | _                    | 4.°             | [ 146 ]       |

Feminino
| Atleta            | Modalidade  | Rodada 1              | Quartas de final        | Semifinal            | Repescagem 1         | Repescagem 2                  | Disputa de 3.°            | Final                | Colocação final | Referência(s) |
| Atleta            | Modalidade  | Adversário Resultado  | Adversário Resultado    | Adversário Resultado | Adversário Resultado | Adversário Resultado          | Adversário Resultado      | Adversário Resultado | Colocação final | Referência(s) |
| ----------------- | ----------- | --------------------- | ----------------------- | -------------------- | -------------------- | ----------------------------- | ------------------------- | -------------------- | --------------- | ------------- |
| Natália Falavigna | peso pesado | AUS Tina Morgan V 7-2 | BEL Laurence Rase V 8-4 | CHN Chen Zhong D 5-8 | Bye                  | ITA Daniela Castrignanò V 6-3 | VEN Adriana Carmona D 4-7 | _                    | 4.°             | [ 147 ]       |

## Tênis
Masculino
| Atleta                  | Modalidade | Trigésimas segundas de final          | Décimas sextas de final                        | Oitavas de final                                | Quartas de final     | Semifinal            | Decisão do bronze    | Final                | Colocação | Referência(s) |
| Atleta                  | Modalidade | Adversário Resultado                  | Adversário Resultado                           | Adversário Resultado                            | Adversário Resultado | Adversário Resultado | Adversário Resultado | Adversário Resultado | Colocação | Referência(s) |
| ----------------------- | ---------- | ------------------------------------- | ---------------------------------------------- | ----------------------------------------------- | -------------------- | -------------------- | -------------------- | -------------------- | --------- | ------------- |
| Gustavo Kuerten         | simples    | CHL Nicolás Massú D 1-2 (3-6•7-5•4-6) | Não avançou                                    | Não avançou                                     | Não avançou          | Não avançou          | Não avançou          | Não avançou          | =33.°     | [ 148 ]       |
| Flávio Saretta          | simples    | USA Andy Roddick D 0-2 (3-6•64-7)     | Não avançou                                    | Não avançou                                     | Não avançou          | Não avançou          | Não avançou          | Não avançou          | =33.°     | [ 148 ]       |
| André Sá Flávio Saretta | duplas     | _                                     | ESP Carlos Moyá / Rafael Nadal V 2-0 78-66•6-1 | ZIM Kevin Ullyett / Wayne Black D 0-2 (3-6•4-6) | Não avançou          | Não avançou          | Não avançou          | Não avançou          | =9.°      | [ 149 ]       |

## Triatlo
Masculino
| Atleta                         | Modalidade         | Natação 1500 m | Transição ciclismo | Ciclismo 40 km | Transição corrida | Corrida 10 km | Colocação final | Referência(s) |
| ------------------------------ | ------------------ | -------------- | ------------------ | -------------- | ----------------- | ------------- | --------------- | ------------- |
| Leandro Macedo                 | distância Olímpica | 18:25 40.°     | 16.00 =1.°         | 1:05:14 =34.°  | 0.22 =35.°        | 33:22 20.°    | 1:57:39.36 31.° | [ 150 ]       |
| Paulo Henrique Miyashiro Abreu | distância Olímpica | 17:57 2.°      | 0.18 =17.°         | 1:05:41 43.°   | 0.23 =39.°        | 33:57 27.°    | 1:58:16.76 34.° | [ 150 ]       |
| Juraci Moreira                 | distância Olímpica | 18:27 42.°     | 0.17 =5.°          | 1:09:20 46.°   | 0.24 =42.°        | 34:07 28.°    | 2:02:35.99 41.° | [ 150 ]       |

Feminino
| Atleta        | Modalidade         | Natação 1500 m | Transição ciclismo | Ciclismo 40 km | Transição corrida | Corrida 10 km | Colocação final | Referência(s) |
| ------------- | ------------------ | -------------- | ------------------ | -------------- | ----------------- | ------------- | --------------- | ------------- |
| Mariana Ohata | distância Olímpica | 20:33 36.°     | 0.20 17.°          | 1:15:49 36.°   | 0.23 =11.°        | 39:47 34.°    | 2:16:52.97 37.° | [ 151 ]       |
| Sandra Soldan | distância Olímpica | 19:41 18.°     | 0.23 48.°          | Não avançou    | Não avançou       | Não avançou   | 48.°            | [ 151 ]       |
| Carla Moreno  | distância Olímpica | 19:48 30.°     | 0.20 =17.°         | Não avançou    | Não avançou       | Não avançou   | 49.°            | [ 151 ]       |

## Voleibol
Masculino
Primeira fase
Grupo B
| V |  | Brasil | 3–1 | Austrália | (23-25•25-19•25-12•25-21) |  |  |

| V |  | Brasil | 3–2 | Itália | (25-21•15-25•25-16•21-25•33-31) |  |  |

| V |  | Brasil | 3–1 | Países Baixos | (25-22•24-26•25-21•25-19) |  |  |

| V |  | Brasil | 3–0 | Rússia | (25-19•25-13•25-23) |  |  |

| D |  | Estados Unidos | 3–1 | Brasil | (25-22•25-23•18-25•25-22) |  |  |

Colocação no grupo: 1.° Q
Tabela - Grupo B
| Equipe         | Jogos | Vitórias | Derrotas | Sets pró | Sets contra | Saldo de sets | Pontos |
| -------------- | ----- | -------- | -------- | -------- | ----------- | ------------- | ------ |
| Brasil         | 5     | 4        | 1        | 13       | 7           | +6            | 9      |
| Itália         | 5     | 3        | 2        | 13       | 7           | +6            | 8      |
| Estados Unidos | 5     | 3        | 2        | 11       | 8           | +3            | 8      |
| Rússia         | 5     | 3        | 2        | 11       | 9           | +2            | 8      |
| Países Baixos  | 5     | 2        | 3        | 7        | 11          | -4            | 7      |
| Austrália      | 5     | 0        | 5        | 2        | 15          | -13           | 5      |

|  | Classificados para as quartas de final |

Quartas de final
| V |  | Brasil | 3–0 | Polónia | (25-22•27-25•25-18) |  |  |

Semifinal
| V |  | Brasil | 3–0 | Estados Unidos | (25-16•25-17•25-23) |  |  |

Final
| V |  | Brasil | 3–1 | Itália | (25-15•24-26•25-20•25-22) |  |  |

Colocação final: 1.°
Equipe:
Anderson Rodrigues
André Heller
André Nascimento
Dante Amaral
Giba Godoy
Giovane Gávio
Gustavo Endres
Maurício Lima
Nalbert Bitencourt
Ricardinho Garcia
Rodrigão Santana
Sérgio Dutra

Referência(s): 
Feminino
Primeira fase
Grupo A
| V |  | Brasil | 3–0 | Japão | (25-21•25-22•25-21) |  |  |

| V |  | Brasil | 3–0 | Quênia | (25-16•29-27•25-12) |  |  |

| V |  | Brasil | 3–2 | Itália | (19-25•25-13•22-25•25-16•15-13) |  |  |

| V |  | Brasil | 3–0 | Grécia | (25-22•25-22•25-11) |  |  |

| V |  | Brasil | 3–0 | Coreia do Sul | (25-19•25-18•25-23) |  |  |

Colocação no grupo: 1.° Q
Tabela - Grupo A
| Equipe        | Jogos | Vitórias | Derrotas | Sets pró | Sets contra | Saldo de sets | Pontos |
| ------------- | ----- | -------- | -------- | -------- | ----------- | ------------- | ------ |
| Brasil        | 5     | 5        | 0        | 15       | 2           | +13           | 10     |
| Itália        | 5     | 4        | 1        | 14       | 3           | +11           | 9      |
| Coreia do Sul | 5     | 3        | 2        | 9        | 7           | +2            | 8      |
| Japão         | 5     | 2        | 3        | 6        | 10          | -4            | 7      |
| Grécia        | 5     | 1        | 4        | 5        | 12          | -7            | 6      |
| Quênia        | 5     | 0        | 5        | 0        | 15          | -15           | 5      |

|  | Classificados para as quartas de final |

Quartas de final
| V |  | Brasil | 3–2 | Estados Unidos | (25-22•25-20•22-25•25-27•15-6) |  |  |

Semifinal
| D |  | Rússia | 3–2 | Brasil | (18-25•21-25•25-22•28-26•16-14) |  |  |

Decisão do 3.° lugar
| V |  | Cuba | 3–1 | Brasil | (25-22•25-22•14-25•25-17) |  |  |

Colocação final: 4.°
Equipe:
Arlene Xavier
Bia Chagas
Elisângela Oliveira
Érika Coimbra
Fabiana Claudino
Fernanda Venturini
Hélia Fofão
Mari Steinbrecher
Sassá Gonzaga
Valeskinha Menezes
Virna Dias
Walewska Oliveira

Referência(s): 

## Luta Olímpica
Masculino
Luta Livre
| Atleta         | Modalidade              | Grupo | Rodada 1 Adversário Resultado | Rodada 2 Adversário Resultado | Rodada 3 Adversário Resultado | Colocação no grupo | Quartas de final Adversário Resultado | Semifinal Adversário Resultado | Disputa do bronze Adversário Resultado | Final Adversário Resultado | Colocação | Referência(s) |
| -------------- | ----------------------- | ----- | ----------------------------- | ----------------------------- | ----------------------------- | ------------------ | ------------------------------------- | ------------------------------ | -------------------------------------- | -------------------------- | --------- | ------------- |
| Antoine Jaoude | peso pesado (até 96 kg) | D     | IRI Alireza Heidari D 0-10    | GEO Eldar Kurtanidze D 0-6    | _                             | 3.°                | Não avançou                           | Não avançou                    | Não avançou                            | Não avançou                | 20.°      | [ 154 ]       |

## Multimedalhistas
Nesta seção listam-se os atletas brasileiros detentores de pelo menos 2 pódios Olímpicos, desde as edições pregressas, até essa edição. A ordem de classificação se segue pelos seguintes critérios:
1. Maior número de medalhas de ouro;
2. Maior número de medalhas de prata;
3. Maior número de medalhas de bronze;
4. Conquista mais antiga;
5. Esporte ou modalidade mais antiga no programa Olímpico;
6. Ordem alfabética.

| Posição | Atleta                      | Esporte        | Ouro | Prata | Bronze | Jogos            | Medalha de ouro | Medalha de prata | Medalha de bronze | Total de medalhas |
| ------- | --------------------------- | -------------- | ---- | ----- | ------ | ---------------- | --------------- | ---------------- | ----------------- | ----------------- |
| 1.°     | Torben Grael                | Vela           | 2    | 1     | 2      | Los Angeles 1984 | 0               | 1                | 0                 | 5                 |
| 1.°     | Torben Grael                | Vela           | 2    | 1     | 2      | Seul 1988        | 0               | 0                | 1                 | 5                 |
| 1.°     | Torben Grael                | Vela           | 2    | 1     | 2      | Barcelona 1992   | 1               | 0                | 0                 | 5                 |
| 1.°     | Torben Grael                | Vela           | 2    | 1     | 2      | Sydney 2000      | 0               | 0                | 1                 | 5                 |
| 1.°     | Torben Grael                | Vela           | 2    | 1     | 2      | Atenas 2004      | 1               | 0                | 0                 | 5                 |
| 2.°     | Robert Scheidt              | Vela           | 2    | 1     | 0      | Atlanta 1996     | 1               | 0                | 0                 | 3                 |
| 2.°     | Robert Scheidt              | Vela           | 2    | 1     | 0      | Sydney 2000      | 0               | 1                | 0                 | 3                 |
| 2.°     | Robert Scheidt              | Vela           | 2    | 1     | 0      | Atenas 2004      | 1               | 0                | 0                 | 3                 |
| 3.°     | Marcelo Ferreira            | Vela           | 2    | 0     | 1      | Atlanta 1996     | 1               | 0                | 0                 | 3                 |
| 3.°     | Marcelo Ferreira            | Vela           | 2    | 0     | 1      | Sydney 2000      | 0               | 0                | 1                 | 3                 |
| 3.°     | Marcelo Ferreira            | Vela           | 2    | 0     | 1      | Atenas 2004      | 1               | 0                | 0                 | 3                 |
| 4.°     | Adhemar Ferreira da Silva   | Atletismo      | 2    | 0     | 0      | Helsinque 1952   | 1               | 0                | 0                 | 2                 |
| 4.°     | Adhemar Ferreira da Silva   | Atletismo      | 2    | 0     | 0      | Melbourne 1956   | 1               | 0                | 0                 | 2                 |
| 5.°     | Giovane Gávio               | Vôlei          | 2    | 0     | 0      | Barcelona 1992   | 1               | 0                | 0                 | 2                 |
| 5.°     | Giovane Gávio               | Vôlei          | 2    | 0     | 0      | Atenas 2004      | 1               | 0                | 0                 | 2                 |
| 6.°     | Maurício Lima               | Vôlei          | 2    | 0     | 0      | Barcelona 1992   | 1               | 0                | 0                 | 2                 |
| 6.°     | Maurício Lima               | Vôlei          | 2    | 0     | 0      | Atenas 2004      | 1               | 0                | 0                 | 2                 |
| 7.°     | Joaquim Cruz                | Atletismo      | 1    | 1     | 0      | Los Angeles 1984 | 1               | 0                | 0                 | 2                 |
| 7.°     | Joaquim Cruz                | Atletismo      | 1    | 1     | 0      | Seul 1988        | 0               | 1                | 0                 | 2                 |
| 8.°     | Amauri Ribeiro              | Vôlei          | 1    | 1     | 0      | Los Angeles 1984 | 0               | 1                | 0                 | 2                 |
| 8.°     | Amauri Ribeiro              | Vôlei          | 1    | 1     | 0      | Atlanta 1996     | 1               | 0                | 0                 | 2                 |
| 9.°     | Ricardo Santos              | Vôlei de praia | 1    | 1     | 0      | Sydney 2000      | 0               | 1                | 0                 | 2                 |
| 9.°     | Ricardo Santos              | Vôlei de praia | 1    | 1     | 0      | Atenas 2004      | 1               | 0                | 0                 | 2                 |
| 10.°    | Rodrigo Pessoa              | Hipismo        | 1    | 0     | 2      | Atlanta 1996     | 0               | 0                | 1                 | 3                 |
| 10.°    | Rodrigo Pessoa              | Hipismo        | 1    | 0     | 2      | Sydney 2000      | 0               | 0                | 1                 | 3                 |
| 10.°    | Rodrigo Pessoa              | Hipismo        | 1    | 0     | 2      | Atenas 2004      | 1               | 0                | 0                 | 3                 |
| 11.°    | Guilherme Paraense          | Tiro esportivo | 1    | 0     | 1      | Antuérpia 1920   | 1               | 0                | 1                 | 2                 |
| 12.°    | Aurélio Miguel              | Judô           | 1    | 0     | 1      | Seul 1988        | 1               | 0                | 0                 | 2                 |
| 12.°    | Aurélio Miguel              | Judô           | 1    | 0     | 1      | Atlanta 1996     | 0               | 0                | 1                 | 2                 |
| 13.°    | Sandra Pires                | Vôlei de praia | 1    | 0     | 1      | Atlanta 1996     | 1               | 0                | 0                 | 2                 |
| 13.°    | Sandra Pires                | Vôlei de praia | 1    | 0     | 1      | Sydney 2000      | 0               | 0                | 1                 | 2                 |
| 14.°    | Gustavo Borges              | Natação        | 0    | 2     | 2      | Barcelona 1992   | 0               | 1                | 0                 | 4                 |
| 14.°    | Gustavo Borges              | Natação        | 0    | 2     | 2      | Atlanta 1996     | 0               | 1                | 1                 | 4                 |
| 14.°    | Gustavo Borges              | Natação        | 0    | 2     | 2      | Sydney 2000      | 0               | 0                | 1                 | 4                 |
| 15.°    | Ademir Roque                | Futebol        | 0    | 2     | 0      | Los Angeles 1984 | 0               | 1                | 0                 | 2                 |
| 15.°    | Ademir Roque                | Futebol        | 0    | 2     | 0      | Seul 1988        | 0               | 1                | 0                 | 2                 |
| 16.°    | Luiz Carlos Winck           | Futebol        | 0    | 2     | 0      | Los Angeles 1984 | 0               | 1                | 0                 | 2                 |
| 16.°    | Luiz Carlos Winck           | Futebol        | 0    | 2     | 0      | Seul 1988        | 0               | 1                | 0                 | 2                 |
| 17.°    | Adriana Behar               | Vôlei de praia | 0    | 2     | 0      | Sydney 2000      | 0               | 1                | 0                 | 2                 |
| 17.°    | Adriana Behar               | Vôlei de praia | 0    | 2     | 0      | Atenas 2004      | 0               | 1                | 0                 | 2                 |
| 18.°    | Shelda Bedê                 | Vôlei de praia | 0    | 2     | 0      | Sydney 2000      | 0               | 1                | 0                 | 2                 |
| 18.°    | Shelda Bedê                 | Vôlei de praia | 0    | 2     | 0      | Atenas 2004      | 0               | 1                | 0                 | 2                 |
| 19.°    | Afrânio da Costa            | Tiro esportivo | 0    | 1     | 1      | Antuérpia 1920   | 0               | 1                | 1                 | 2                 |
| 20.°    | Nelson Prudêncio            | Atletismo      | 0    | 1     | 1      | México 1968      | 0               | 1                | 0                 | 2                 |
| 20.°    | Nelson Prudêncio            | Atletismo      | 0    | 1     | 1      | Munique 1972     | 0               | 0                | 1                 | 2                 |
| 21.°    | Bebeto Gama                 | Futebol        | 0    | 1     | 1      | Seul 1988        | 0               | 1                | 0                 | 2                 |
| 21.°    | Bebeto Gama                 | Futebol        | 0    | 1     | 1      | Atlanta 1996     | 0               | 0                | 1                 | 2                 |
| 22.°    | Adriana Samuel              | Vôlei de praia | 0    | 1     | 1      | Atlanta 1996     | 0               | 1                | 0                 | 2                 |
| 22.°    | Adriana Samuel              | Vôlei de praia | 0    | 1     | 1      | Sydney 2000      | 0               | 0                | 1                 | 2                 |
| 23.°    | André Domingos              | Atletismo      | 0    | 1     | 1      | Atlanta 1996     | 0               | 0                | 1                 | 2                 |
| 23.°    | André Domingos              | Atletismo      | 0    | 1     | 1      | Sydney 2000      | 0               | 1                | 0                 | 2                 |
| 24.°    | Édson Luciano               | Atletismo      | 0    | 1     | 1      | Atlanta 1996     | 0               | 0                | 1                 | 2                 |
| 24.°    | Édson Luciano               | Atletismo      | 0    | 1     | 1      | Sydney 2000      | 0               | 1                | 0                 | 2                 |
| 25.°    | Adriana Santos              | Basquete       | 0    | 1     | 1      | Atlanta 1996     | 0               | 1                | 0                 | 2                 |
| 25.°    | Adriana Santos              | Basquete       | 0    | 1     | 1      | Sydney 2000      | 0               | 0                | 1                 | 2                 |
| 26.°    | Alessandra Santos           | Basquete       | 0    | 1     | 1      | Atlanta 1996     | 0               | 1                | 0                 | 2                 |
| 26.°    | Alessandra Santos           | Basquete       | 0    | 1     | 1      | Sydney 2000      | 0               | 0                | 1                 | 2                 |
| 27.°    | Cíntia Tuiú                 | Basquete       | 0    | 1     | 1      | Atlanta 1996     | 0               | 1                | 0                 | 2                 |
| 27.°    | Cíntia Tuiú                 | Basquete       | 0    | 1     | 1      | Sydney 2000      | 0               | 0                | 1                 | 2                 |
| 28.°    | Janeth Arcain               | Basquete       | 0    | 1     | 1      | Atlanta 1996     | 0               | 1                | 0                 | 2                 |
| 28.°    | Janeth Arcain               | Basquete       | 0    | 1     | 1      | Sydney 2000      | 0               | 0                | 1                 | 2                 |
| 29.°    | Marta Sobral                | Basquete       | 0    | 1     | 1      | Atlanta 1996     | 0               | 1                | 0                 | 2                 |
| 29.°    | Marta Sobral                | Basquete       | 0    | 1     | 1      | Sydney 2000      | 0               | 0                | 1                 | 2                 |
| 30.°    | Silvinha Luz                | Basquete       | 0    | 1     | 1      | Atlanta 1996     | 0               | 1                | 0                 | 2                 |
| 30.°    | Silvinha Luz                | Basquete       | 0    | 1     | 1      | Sydney 2000      | 0               | 0                | 1                 | 2                 |
| 31.°    | Zenny Algodão               | Basquete       | 0    | 0     | 2      | Londres 1948     | 0               | 0                | 1                 | 2                 |
| 31.°    | Zenny Algodão               | Basquete       | 0    | 0     | 2      | Roma 1960        | 0               | 0                | 1                 | 2                 |
| 32.°    | Amaury Pasos                | Basquete       | 0    | 0     | 2      | Roma 1960        | 0               | 0                | 1                 | 2                 |
| 32.°    | Amaury Pasos                | Basquete       | 0    | 0     | 2      | Tóquio 1964      | 0               | 0                | 1                 | 2                 |
| 33.°    | Antonio Sucar               | Basquete       | 0    | 0     | 2      | Roma 1960        | 0               | 0                | 1                 | 2                 |
| 33.°    | Antonio Sucar               | Basquete       | 0    | 0     | 2      | Tóquio 1964      | 0               | 0                | 1                 | 2                 |
| 34.°    | Carlos Mosquito             | Basquete       | 0    | 0     | 2      | Roma 1960        | 0               | 0                | 1                 | 2                 |
| 34.°    | Carlos Mosquito             | Basquete       | 0    | 0     | 2      | Tóquio 1964      | 0               | 0                | 1                 | 2                 |
| 35.°    | Carmo Rosa Branca           | Basquete       | 0    | 0     | 2      | Roma 1960        | 0               | 0                | 1                 | 2                 |
| 35.°    | Carmo Rosa Branca           | Basquete       | 0    | 0     | 2      | Tóquio 1964      | 0               | 0                | 1                 | 2                 |
| 36.°    | Edson Bispo                 | Basquete       | 0    | 0     | 2      | Roma 1960        | 0               | 0                | 1                 | 2                 |
| 36.°    | Edson Bispo                 | Basquete       | 0    | 0     | 2      | Tóquio 1964      | 0               | 0                | 1                 | 2                 |
| 37.°    | Jatyr Schall                | Basquete       | 0    | 0     | 2      | Roma 1960        | 0               | 0                | 1                 | 2                 |
| 37.°    | Jatyr Schall                | Basquete       | 0    | 0     | 2      | Tóquio 1964      | 0               | 0                | 1                 | 2                 |
| 38.°    | Wlamir Marques              | Basquete       | 0    | 0     | 2      | Roma 1960        | 0               | 0                | 1                 | 2                 |
| 38.°    | Wlamir Marques              | Basquete       | 0    | 0     | 2      | Tóquio 1964      | 0               | 0                | 1                 | 2                 |
| 39.°    | Reinaldo Conrad             | Vela           | 0    | 0     | 2      | México 1968      | 0               | 0                | 1                 | 2                 |
| 39.°    | Reinaldo Conrad             | Vela           | 0    | 0     | 2      | Montreal 1976    | 0               | 0                | 1                 | 2                 |
| 40.°    | João Carlos de Oliveira     | Atletismo      | 0    | 0     | 2      | Montreal 1976    | 0               | 0                | 1                 | 2                 |
| 40.°    | João Carlos de Oliveira     | Atletismo      | 0    | 0     | 2      | Moscou 1980      | 0               | 0                | 1                 | 2                 |
| 41.°    | Lars Grael                  | Vela           | 0    | 0     | 2      | Seul 1988        | 0               | 0                | 1                 | 2                 |
| 41.°    | Lars Grael                  | Vela           | 0    | 0     | 2      | Atlanta 1996     | 0               | 0                | 1                 | 2                 |
| 42.°    | Robson Caetano              | Atletismo      | 0    | 0     | 2      | Seul 1988        | 0               | 0                | 1                 | 2                 |
| 42.°    | Robson Caetano              | Atletismo      | 0    | 0     | 2      | Atlanta 1996     | 0               | 0                | 1                 | 2                 |
| 43.°    | Fernando Scherer            | Natação        | 0    | 0     | 2      | Atlanta 1996     | 0               | 0                | 1                 | 2                 |
| 43.°    | Fernando Scherer            | Natação        | 0    | 0     | 2      | Sydney 2000      | 0               | 0                | 1                 | 2                 |
| 44.°    | Álvaro Doda de Miranda Neto | Hipismo        | 0    | 0     | 2      | Atlanta 1996     | 0               | 0                | 1                 | 2                 |
| 44.°    | Álvaro Doda de Miranda Neto | Hipismo        | 0    | 0     | 2      | Sydney 2000      | 0               | 0                | 1                 | 2                 |
| 45.°    | André Johannpeter           | Hipismo        | 0    | 0     | 2      | Atlanta 1996     | 0               | 0                | 1                 | 2                 |
| 45.°    | André Johannpeter           | Hipismo        | 0    | 0     | 2      | Sydney 2000      | 0               | 0                | 1                 | 2                 |
| 46.°    | Luiz Felipe de Azevedo      | Hipismo        | 0    | 0     | 2      | Atlanta 1996     | 0               | 0                | 1                 | 2                 |
| 46.°    | Luiz Felipe de Azevedo      | Hipismo        | 0    | 0     | 2      | Sydney 2000      | 0               | 0                | 1                 | 2                 |
| 47.°    | Hélia Fofão                 | Vôlei          | 0    | 0     | 2      | Atlanta 1996     | 0               | 0                | 1                 | 2                 |
| 47.°    | Hélia Fofão                 | Vôlei          | 0    | 0     | 2      | Sydney 2000      | 0               | 0                | 1                 | 2                 |
| 48.°    | Leila Barros                | Vôlei          | 0    | 0     | 2      | Atlanta 1996     | 0               | 0                | 1                 | 2                 |
| 48.°    | Leila Barros                | Vôlei          | 0    | 0     | 2      | Sydney 2000      | 0               | 0                | 1                 | 2                 |
| 49.°    | Virna Dias                  | Vôlei          | 0    | 0     | 2      | Atlanta 1996     | 0               | 0                | 1                 | 2                 |
| 49.°    | Virna Dias                  | Vôlei          | 0    | 0     | 2      | Sydney 2000      | 0               | 0                | 1                 | 2                 |

## Medalhas
| Medalha | Atleta | Esporte           | Modalidade        | Data       |
| ------- | --- | ----------------- | ----------------- | ---------- |
| Ouro    | Robert Scheidt | Vela              | classe laser      | 22/08/2004 |
| Ouro    | Emanuel Rego Ricardo Santos | Voleibol de praia | dupla praia       | 25/08/2004 |
| Ouro    | Rodrigo Pessoa | Hipismo           | individual saltos | 27/08/2004 |
| Ouro    | Marcelo Ferreira Torben Grael | Vela              | classe star       | 28/08/2004 |
| Ouro    | Seleção Brasileira de Voleibol Masculino Anderson Rodrigues André Heller André Nascimento Dante Amaral Giba Godoy Giovane Gávio Gustavo Endres Maurício Lima Nalbert Bitencourt Ricardinho Garcia Rodrigão Santana Sérgio Dutra | Voleibol          | equipe quadra     | 29/08/2004 |
| Prata   | Adriana Behar Shelda Bedê | Voleibol de praia | dupla praia       | 24/08/2004 |
| Prata   | Seleção Brasileira de Futebol Feminino Aline Pellegrino Andréia Suntaque Cristiane Rozeira Daniela Alves Dayane Rocha Delma Pretinha Elaine Estrela Grazi Nascimento Juliana Cabral Kelly Cristina Marlisa Maravilha Marta Vieira Maycon Santos Miraíldes Formiga Mônica de Paula Renata Kóki Rosana dos Santos Roseli Belo Tânia Maranhão | Futebol           | equipe campo      | 26/08/2004 |
| Bronze  | Leandro Guilheiro | Judô              | peso leve         | 16/08/2004 |
| Bronze  | Flávio Canto | Judô              | peso médio        | 17/08/2004 |
| Bronze  | Vanderlei Cordeiro de Lima | Atletismo         | maratona          | 29/08/2004 |

| Medalhas por esporte | Medalhas por esporte | Medalhas por esporte | Medalhas por esporte | Medalhas por esporte |
| Esporte              | Medalha de ouro      | Medalha de prata     | Medalha de bronze    | Total de medalhas    |
| -------------------- | -------------------- | -------------------- | -------------------- | -------------------- |
| Judô                 | 0                    | 0                    | 2                    | 2                    |
| Vela                 | 2                    | 0                    | 0                    | 2                    |
| Voleibol de praia    | 1                    | 1                    | 0                    | 2                    |
| Futebol              | 0                    | 1                    | 0                    | 1                    |
| Hipismo              | 1                    | 0                    | 0                    | 1                    |
| Voleibol             | 1                    | 0                    | 0                    | 1                    |
| Atletismo            | 0                    | 0                    | 1                    | 1                    |
| Total                | 5                    | 2                    | 3                    | 10                   |

## Medalha especial
| Medalha                     | Atleta                     | Esporte   | Modalidade | Data       |
| --------------------------- | -------------------------- | --------- | ---------- | ---------- |
| Medalha Pierre de Coubertin | Vanderlei Cordeiro de Lima | Atletismo | maratona   | 29/08/2004 |